# مندوكة
المندوكة (الاسم العلمي: Manduca) هي جنس من الحشرات تتبع فصيلة عثث أبو الهول من رتبة حرشفيات الأجنحة.

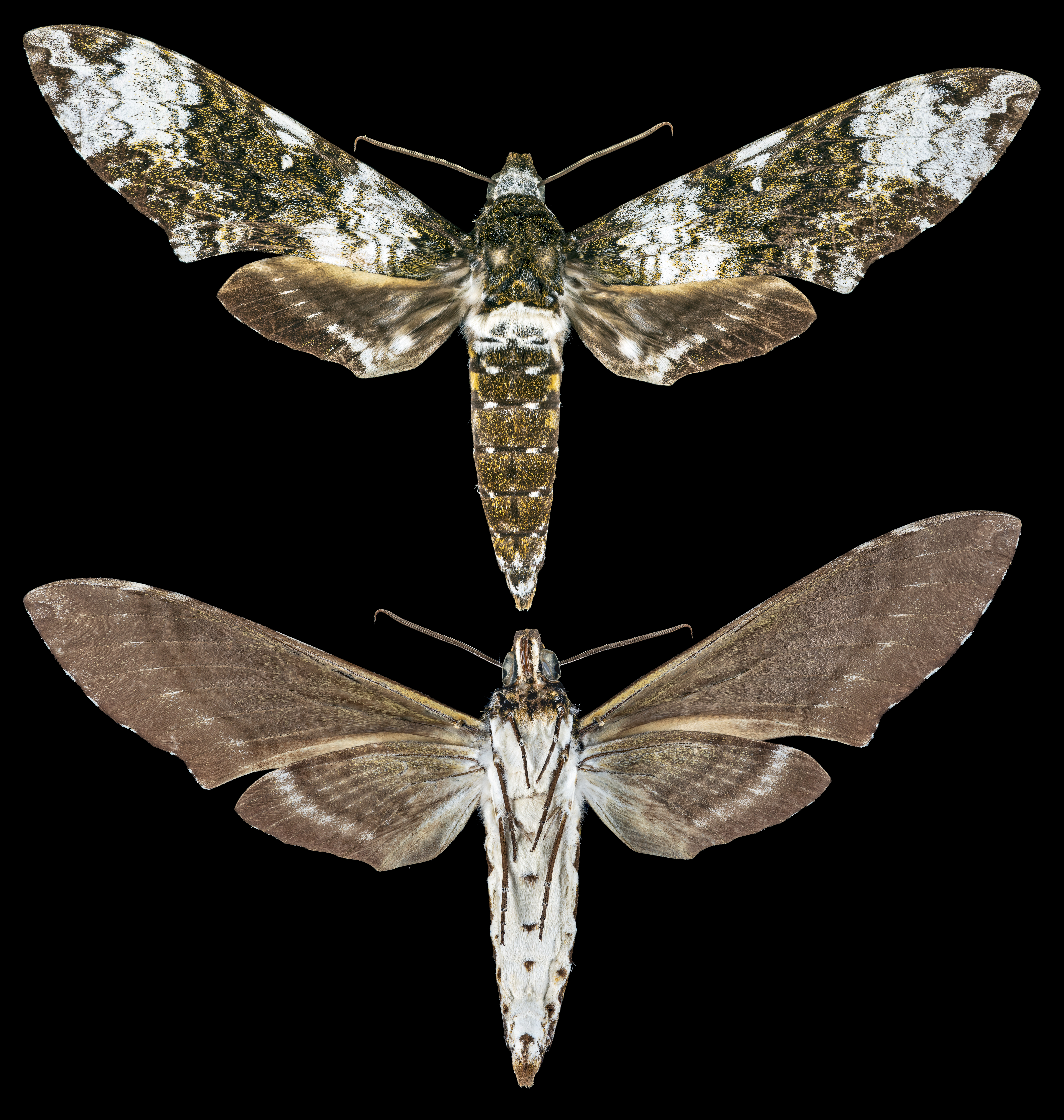
Manduca albiplaga
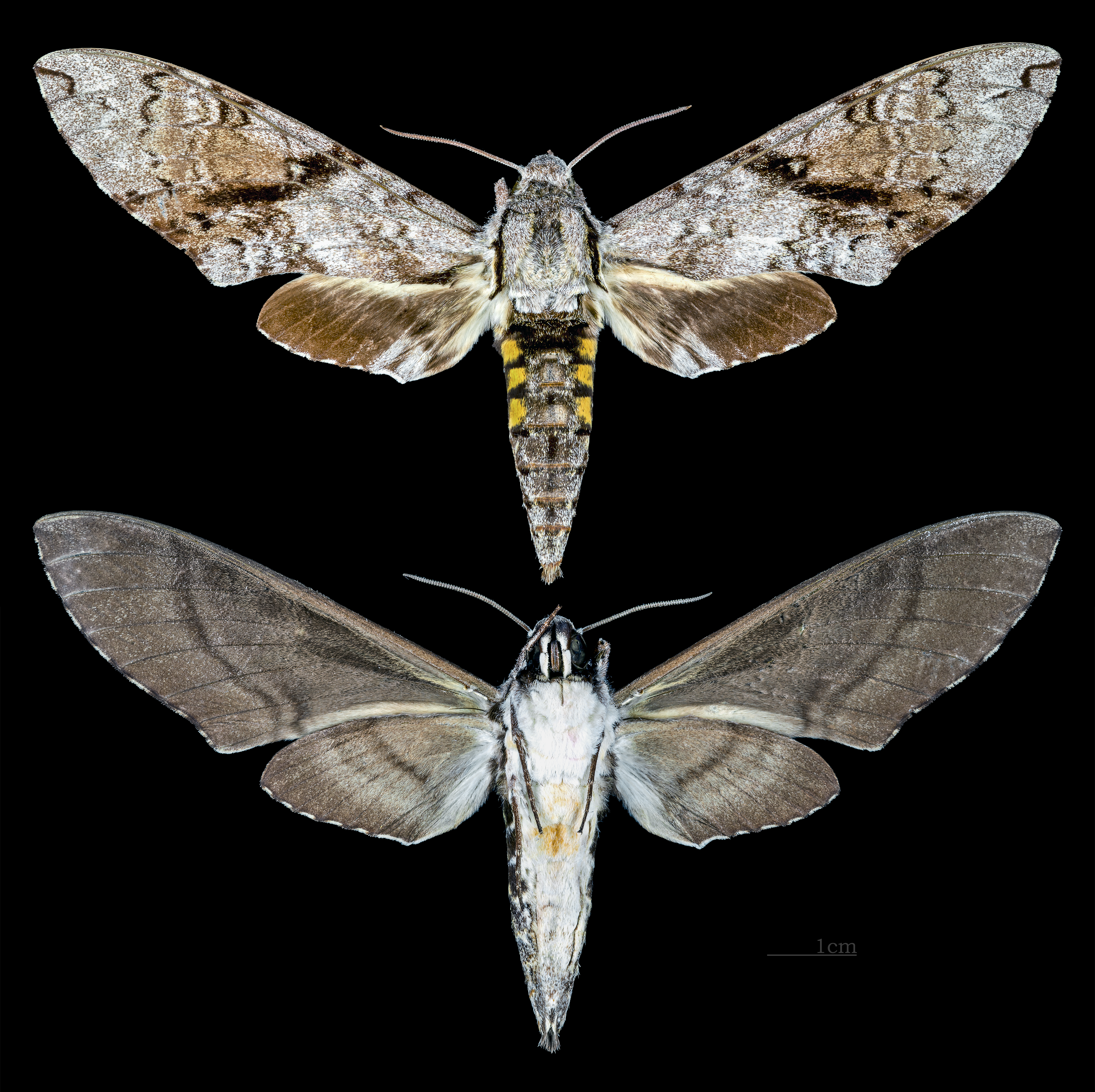
مندوكة أنديزية
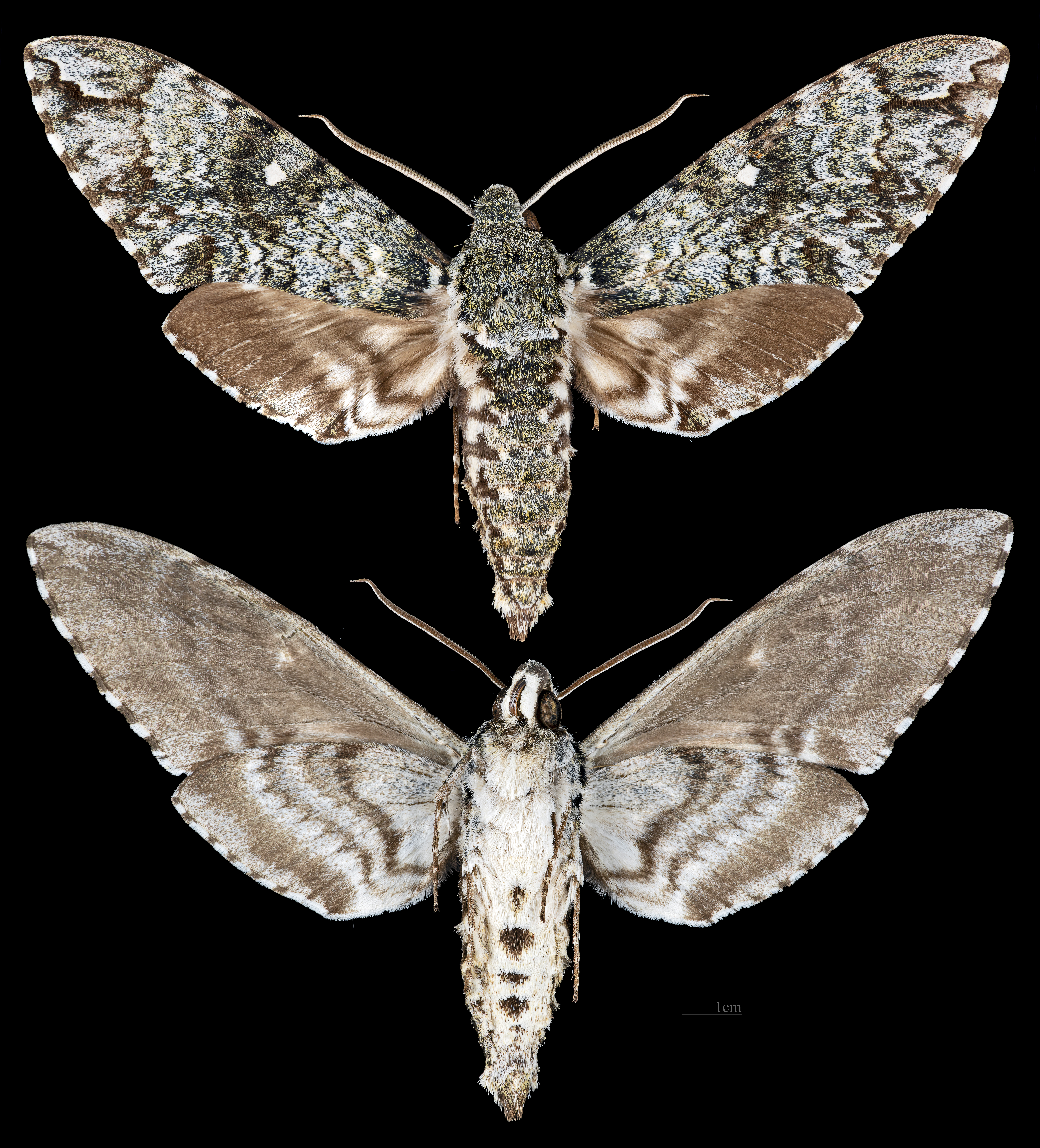
Manduca armatipes
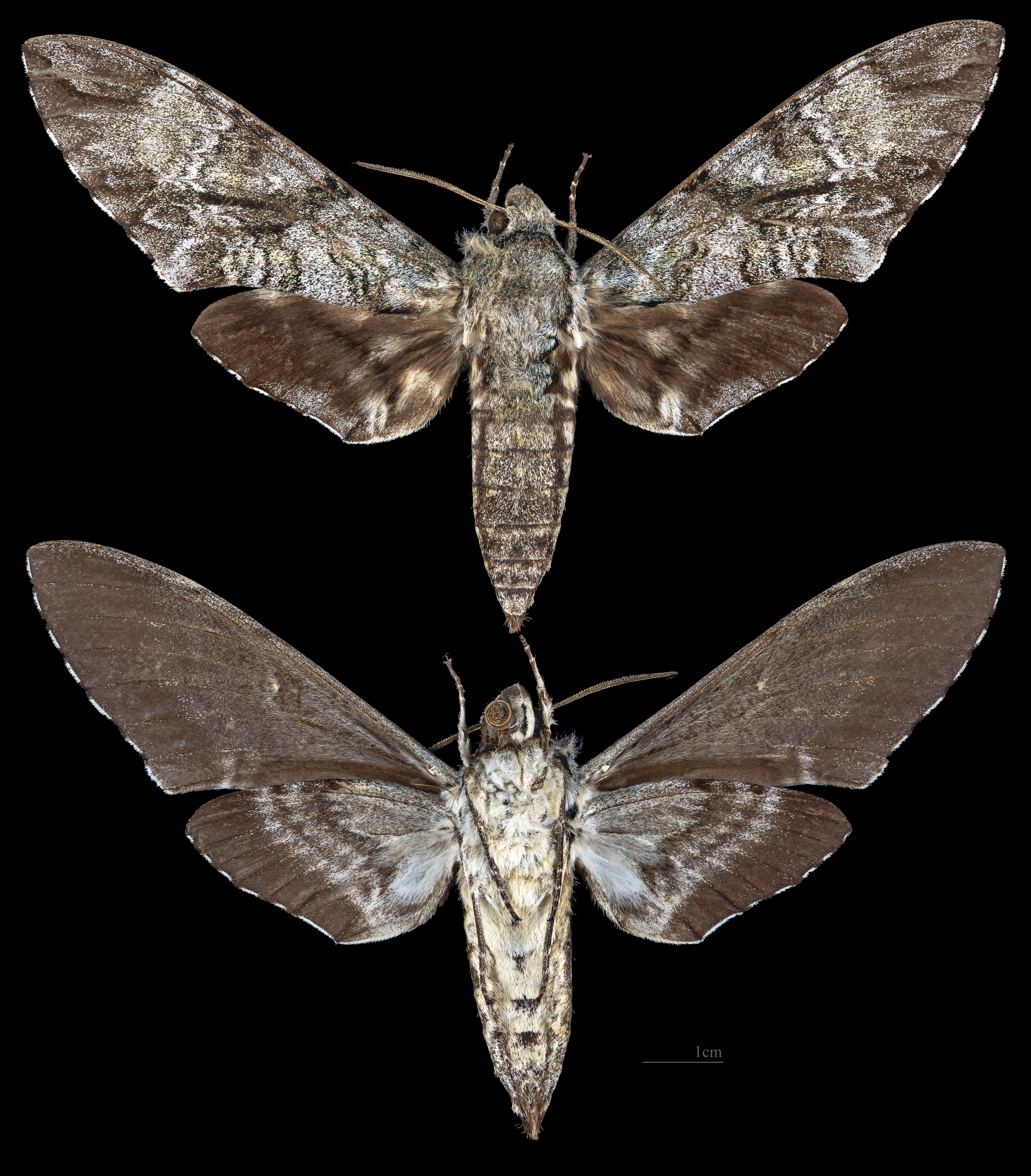
Manduca barnesi
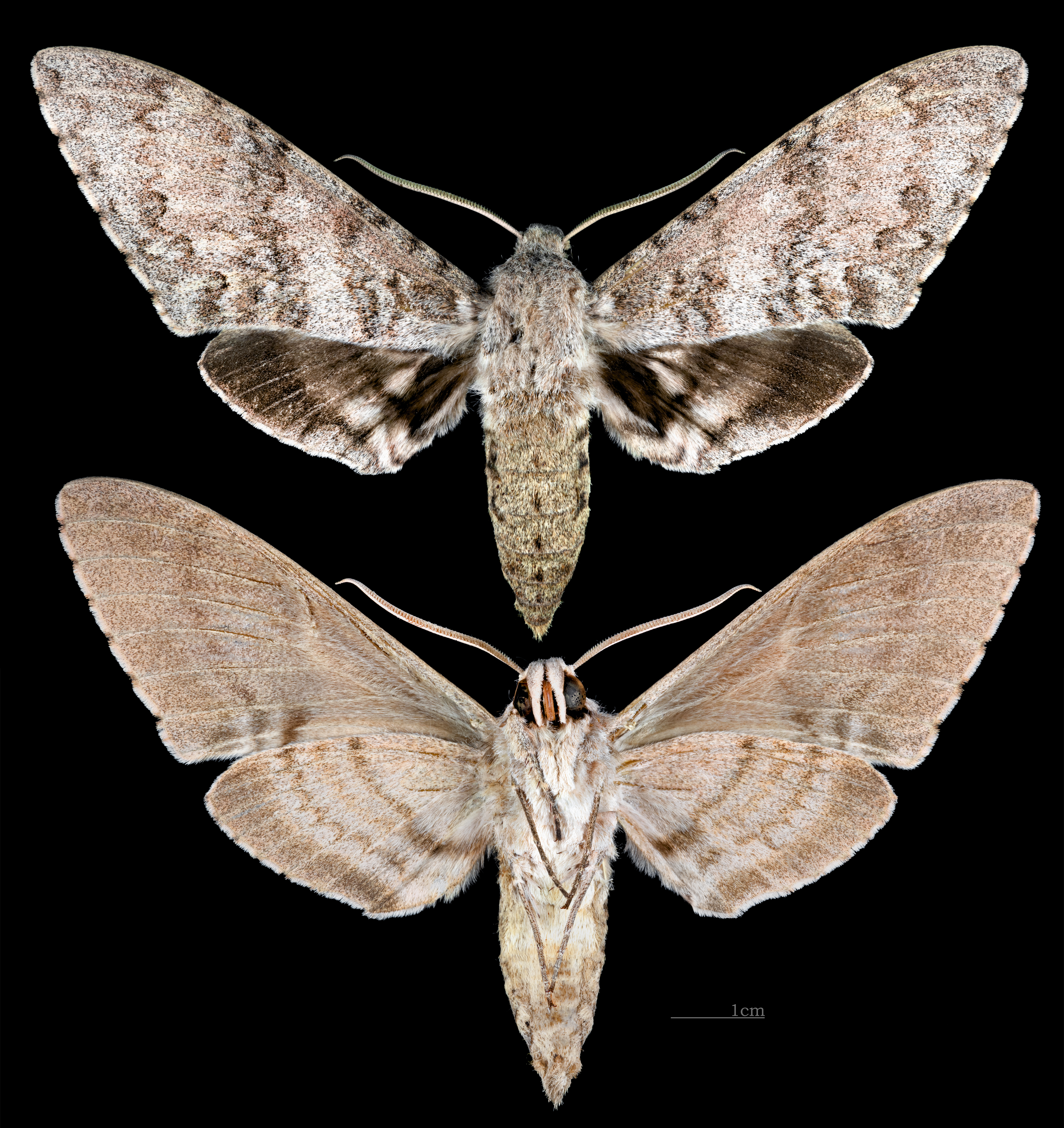
Manduca bergi
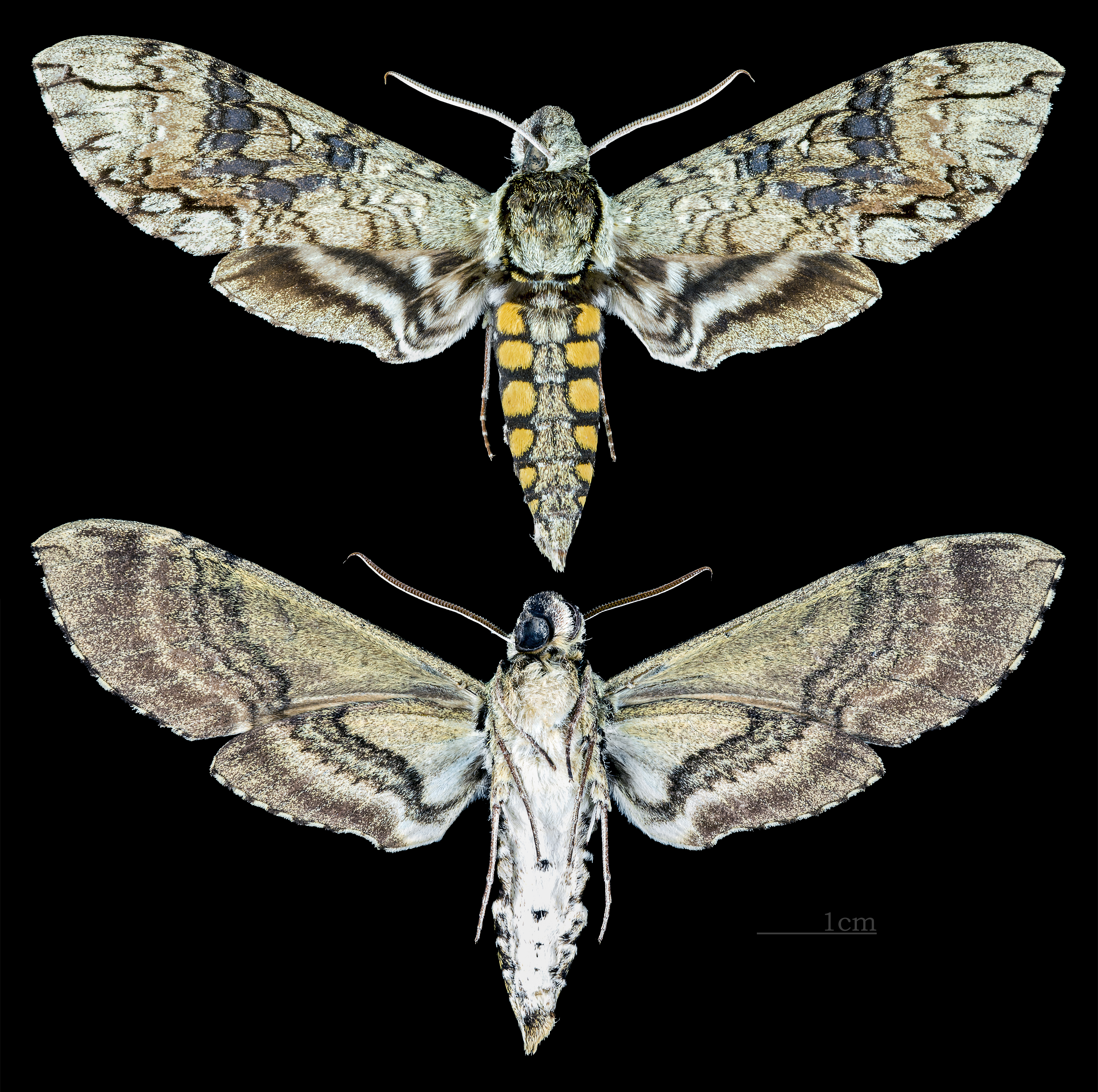
مندوكة بوليفية
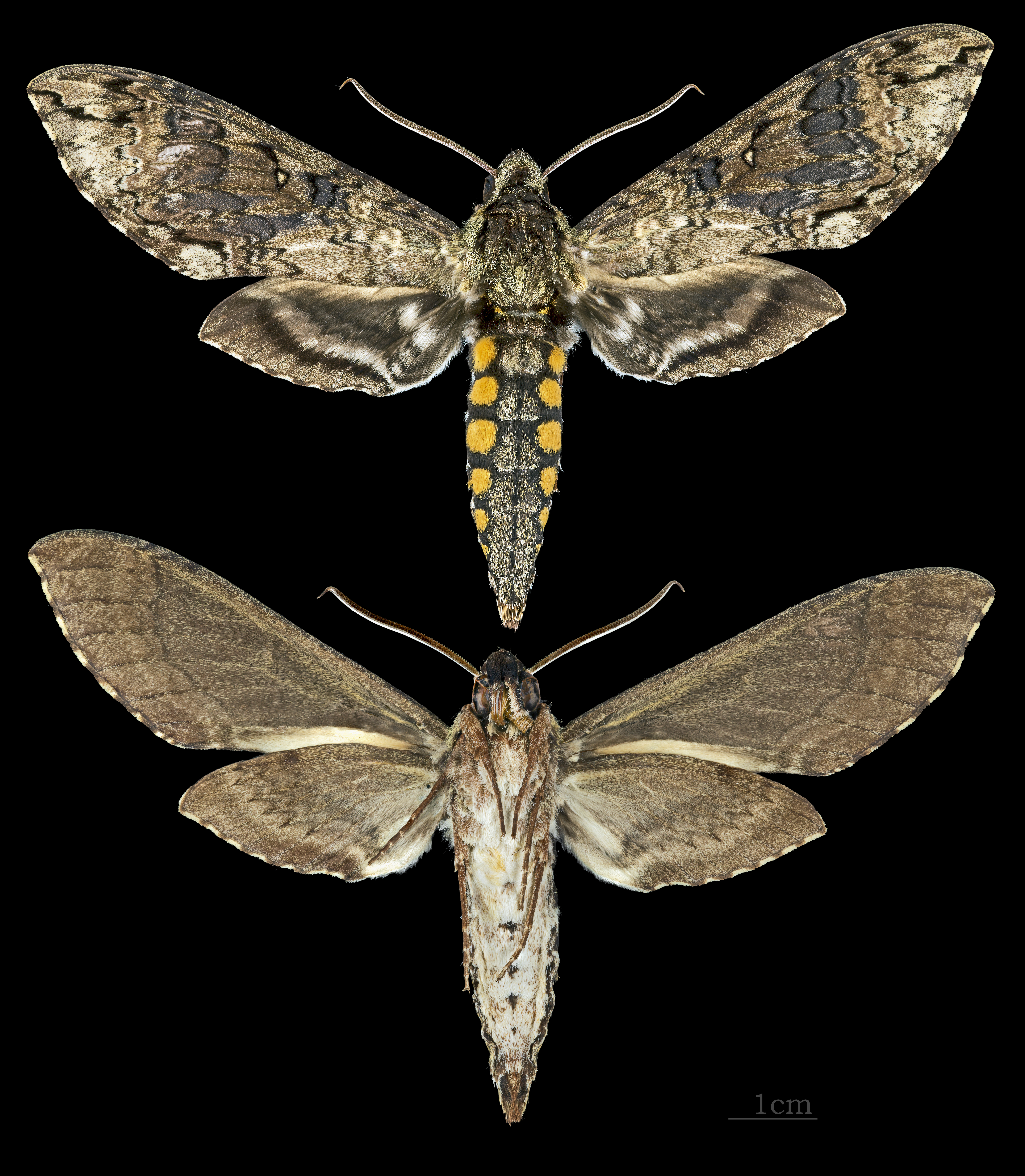
مندوكة برازيلية
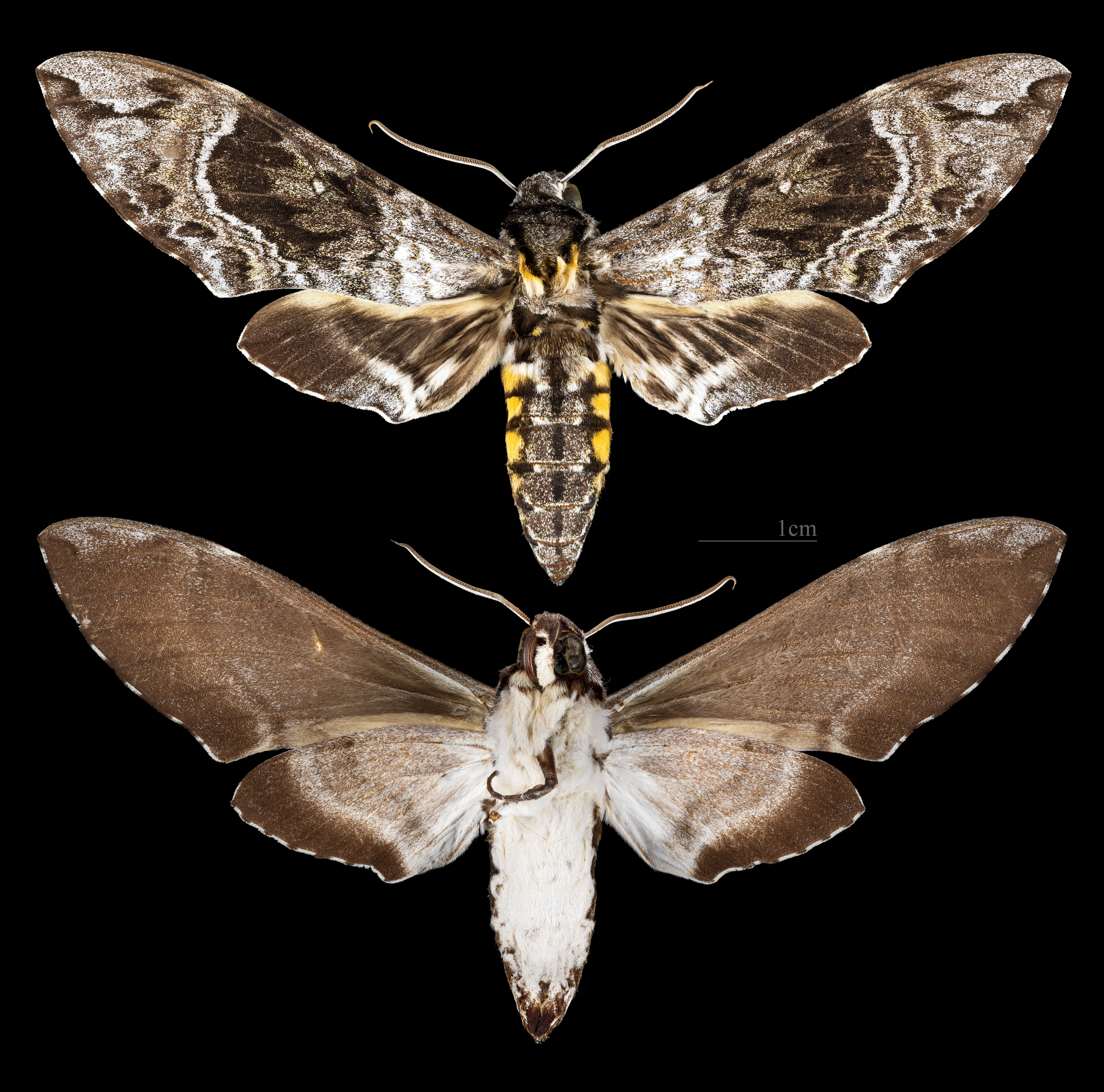
Manduca brunalba
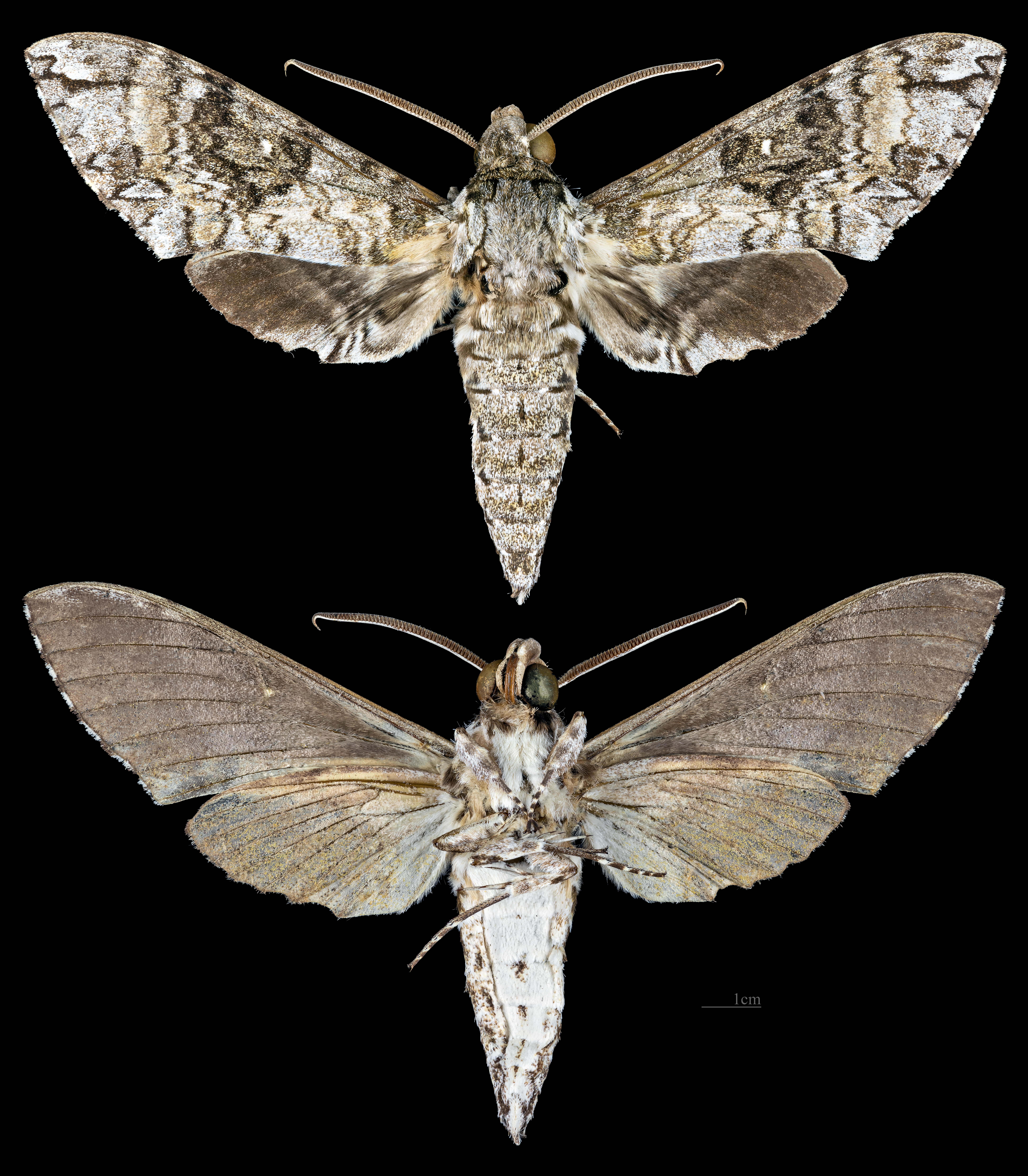
مندوكة صاعقة
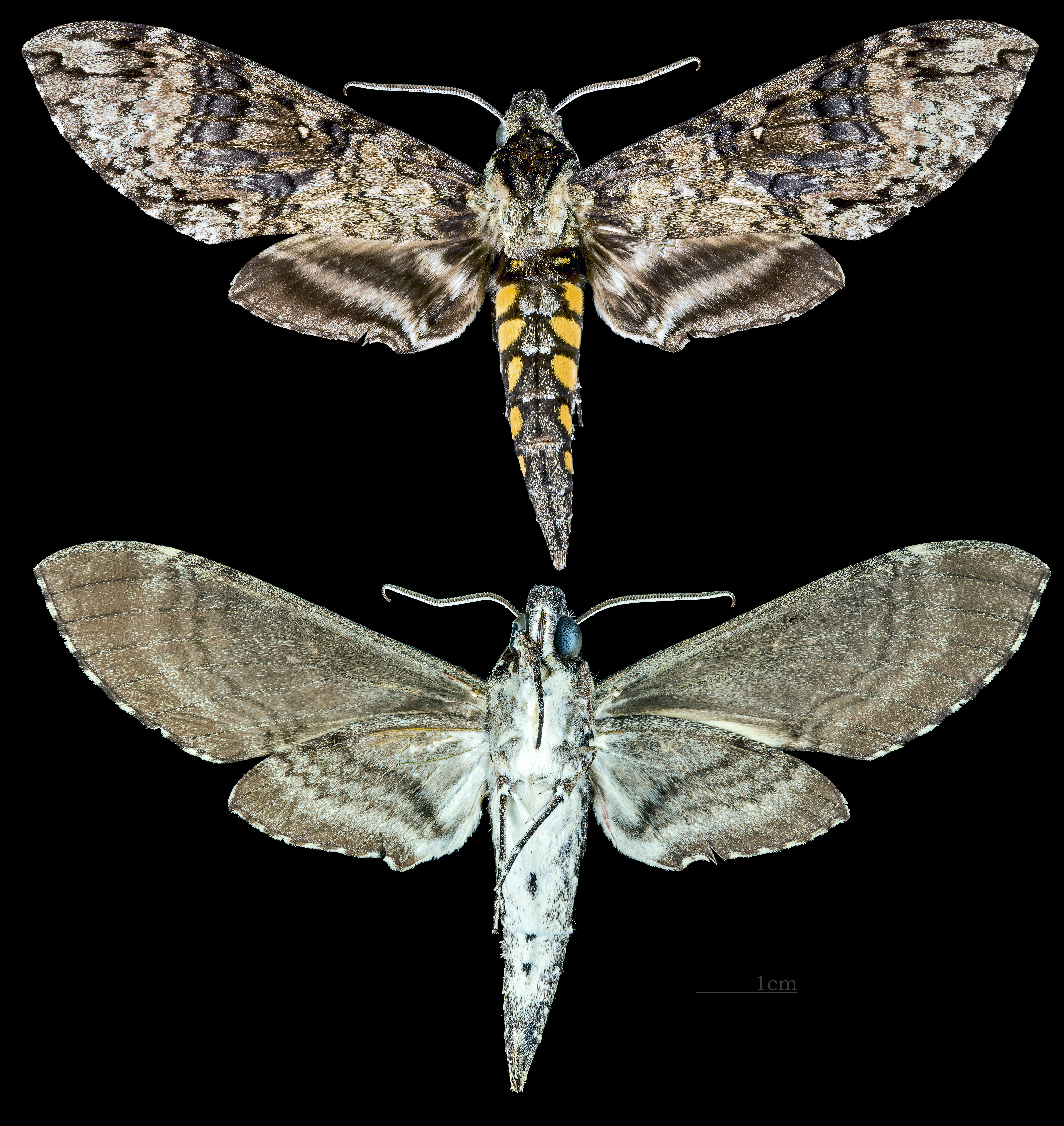
Manduca clarki
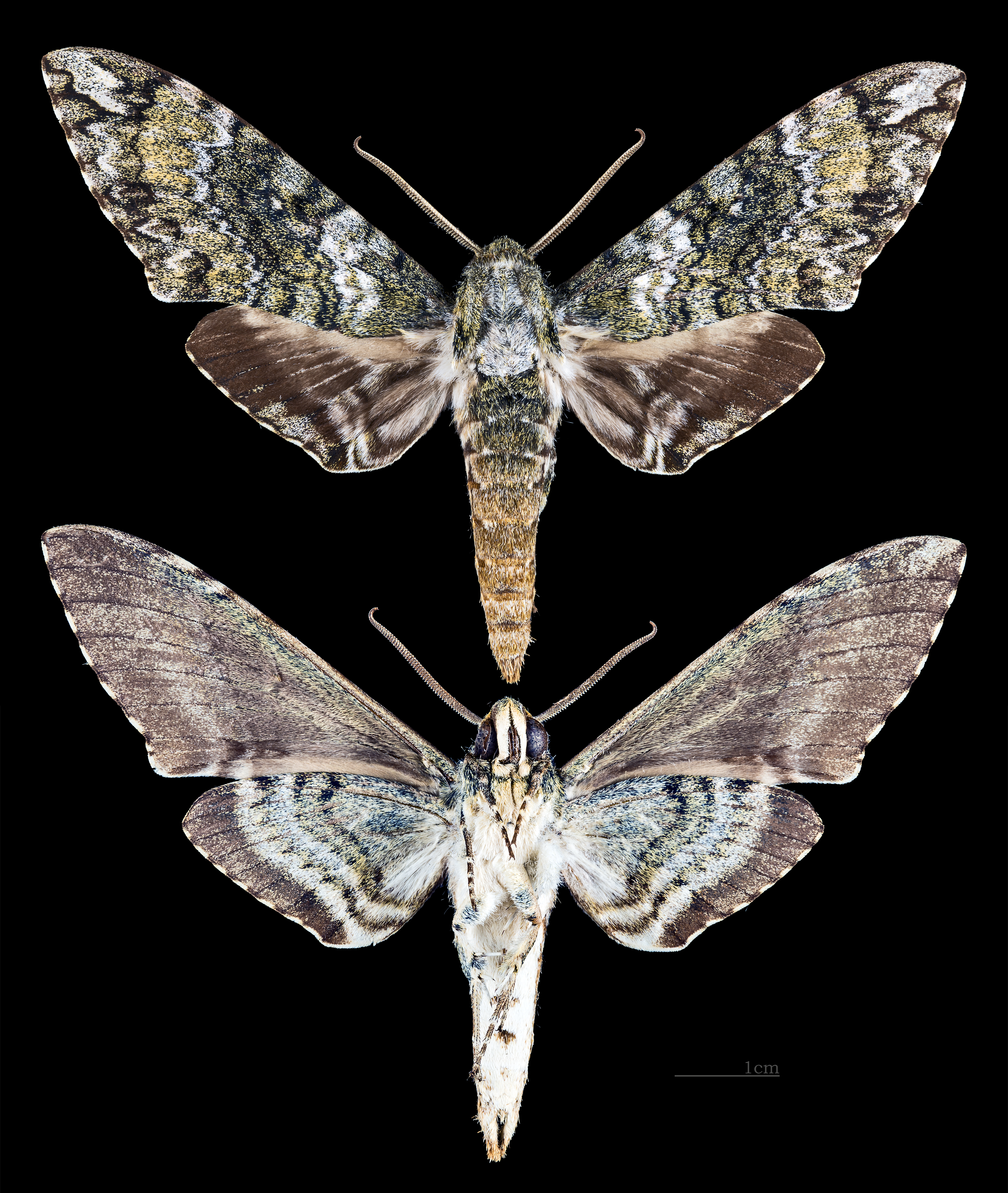
Manduca corallina
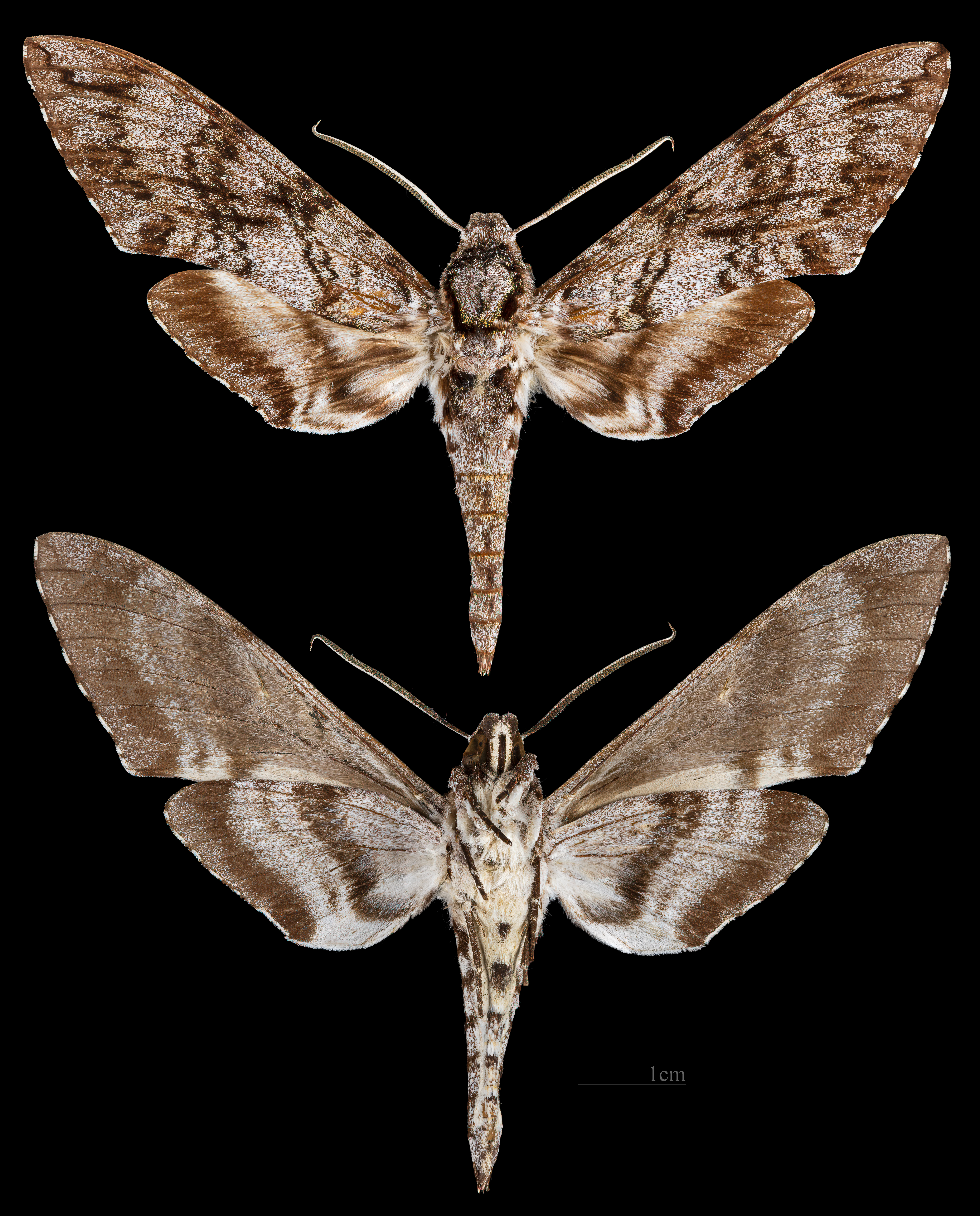
Manduca corumbensis
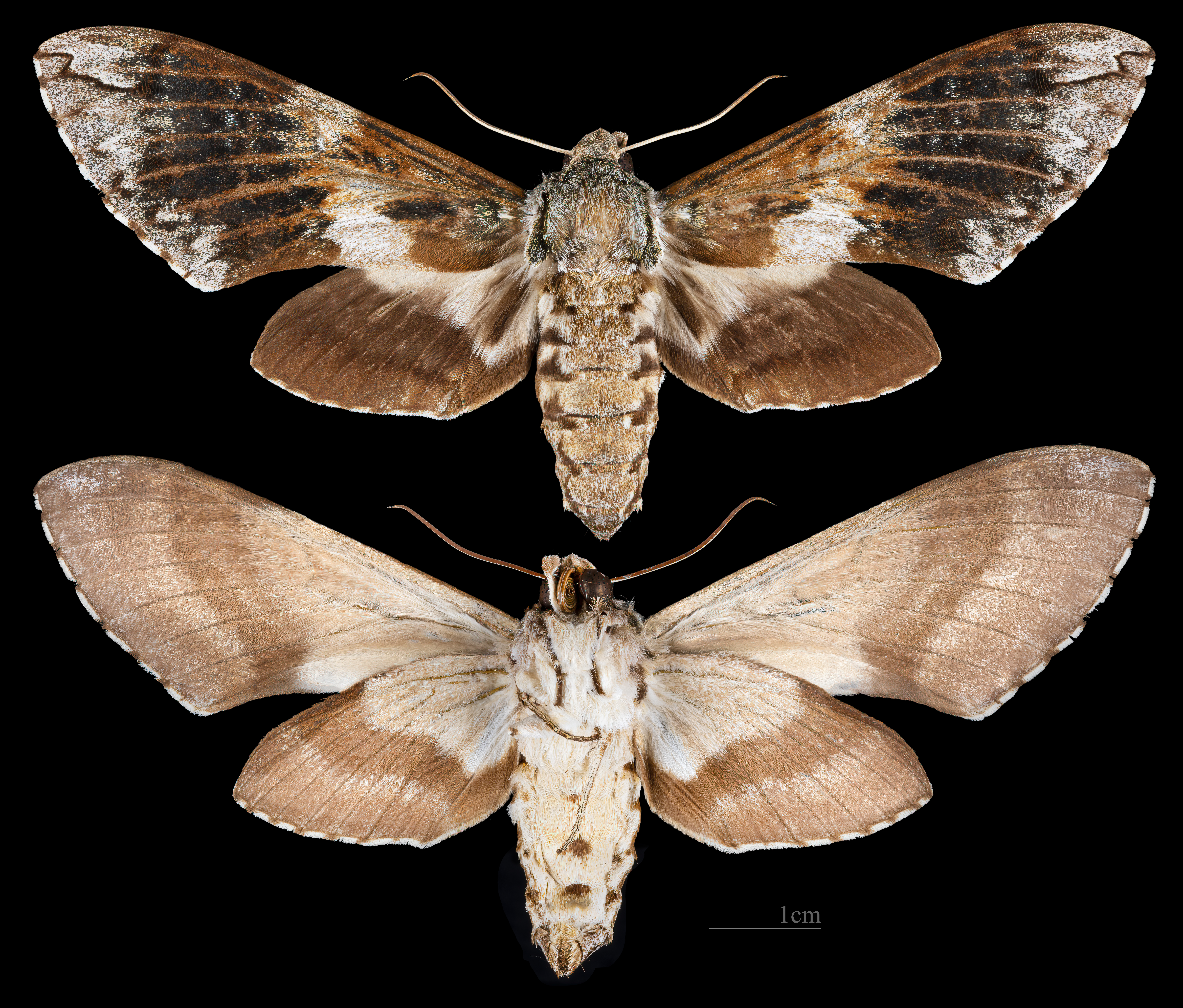
Manduca crocala
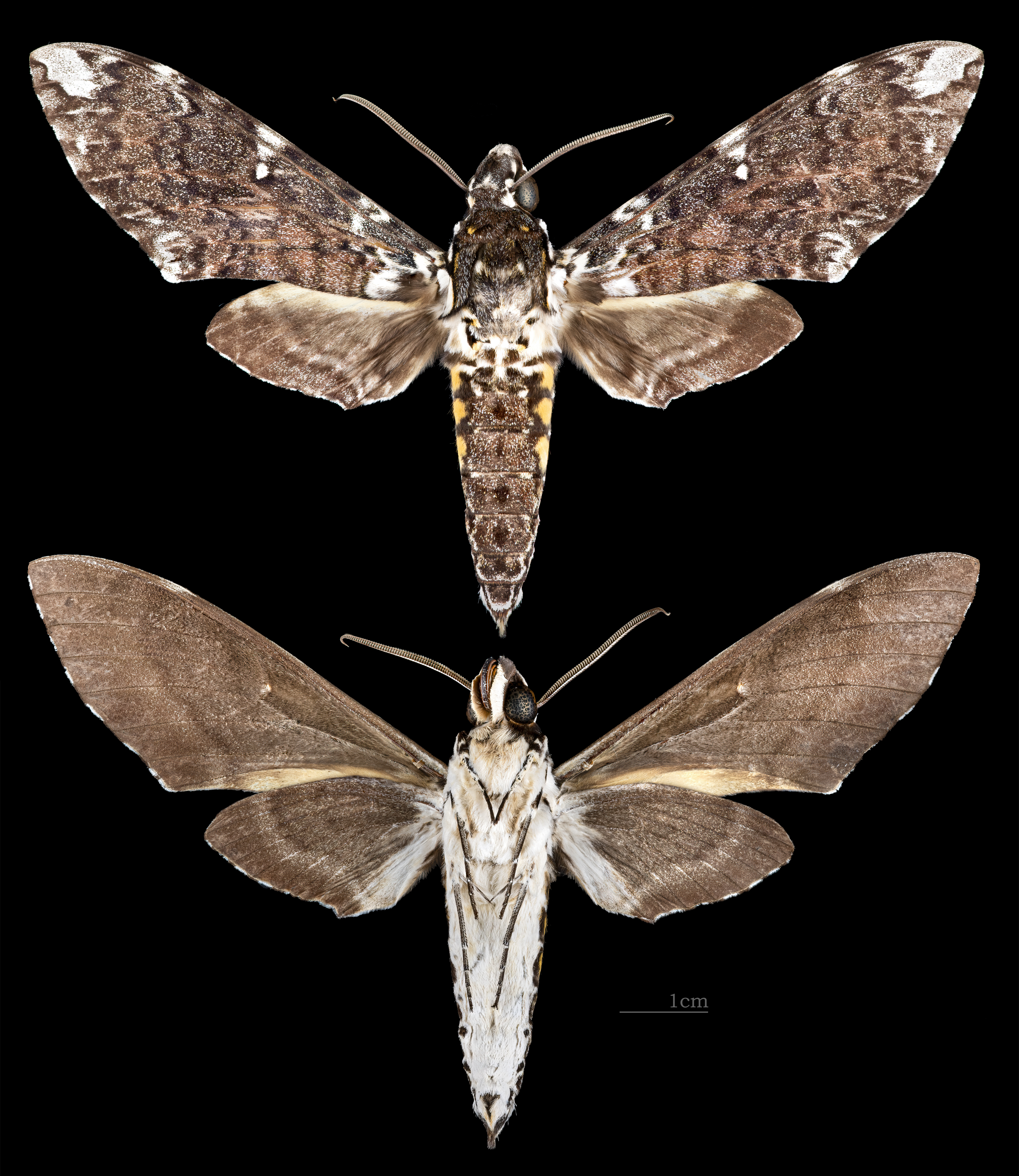
Manduca dalica
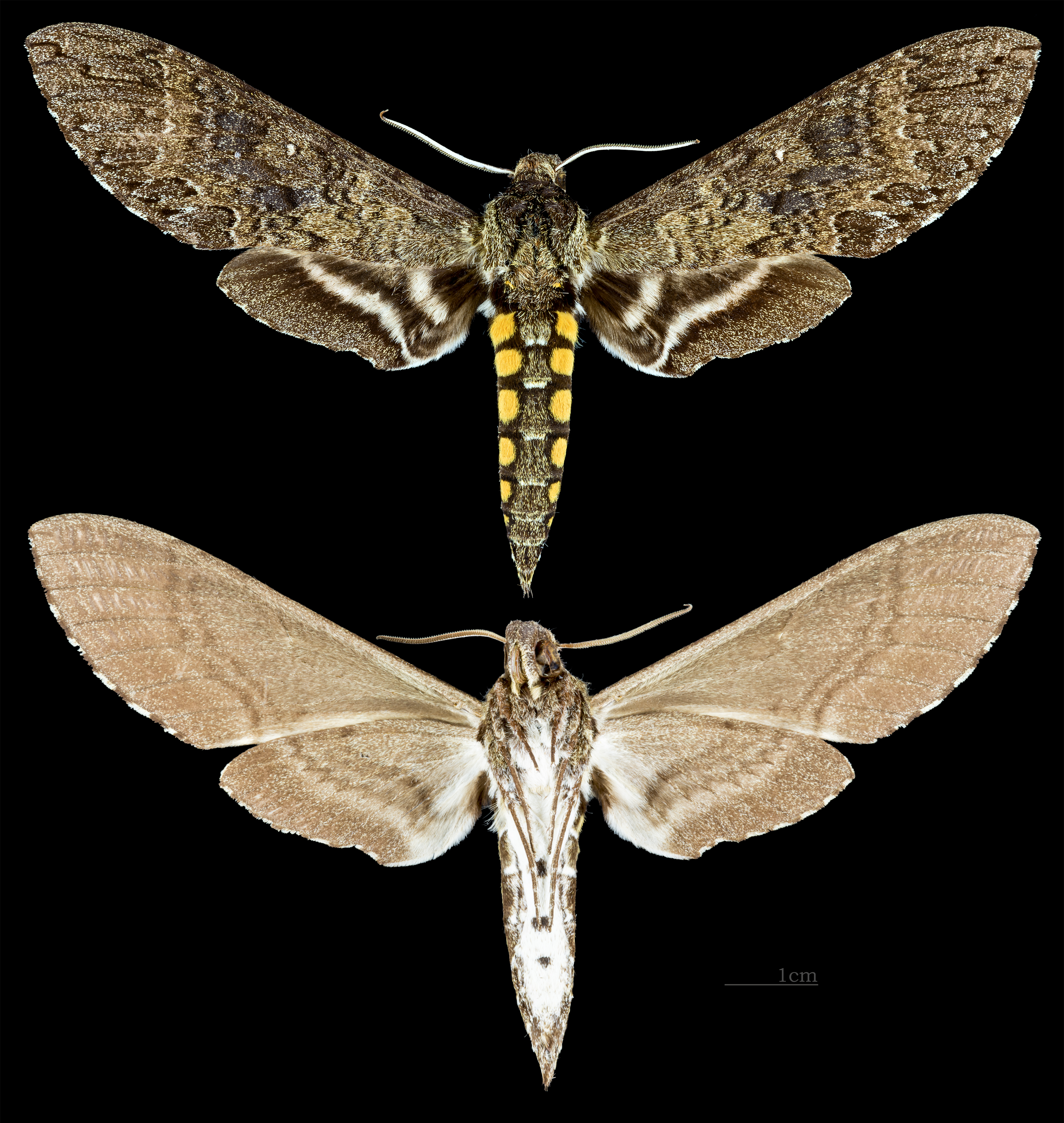
Manduca diffissa
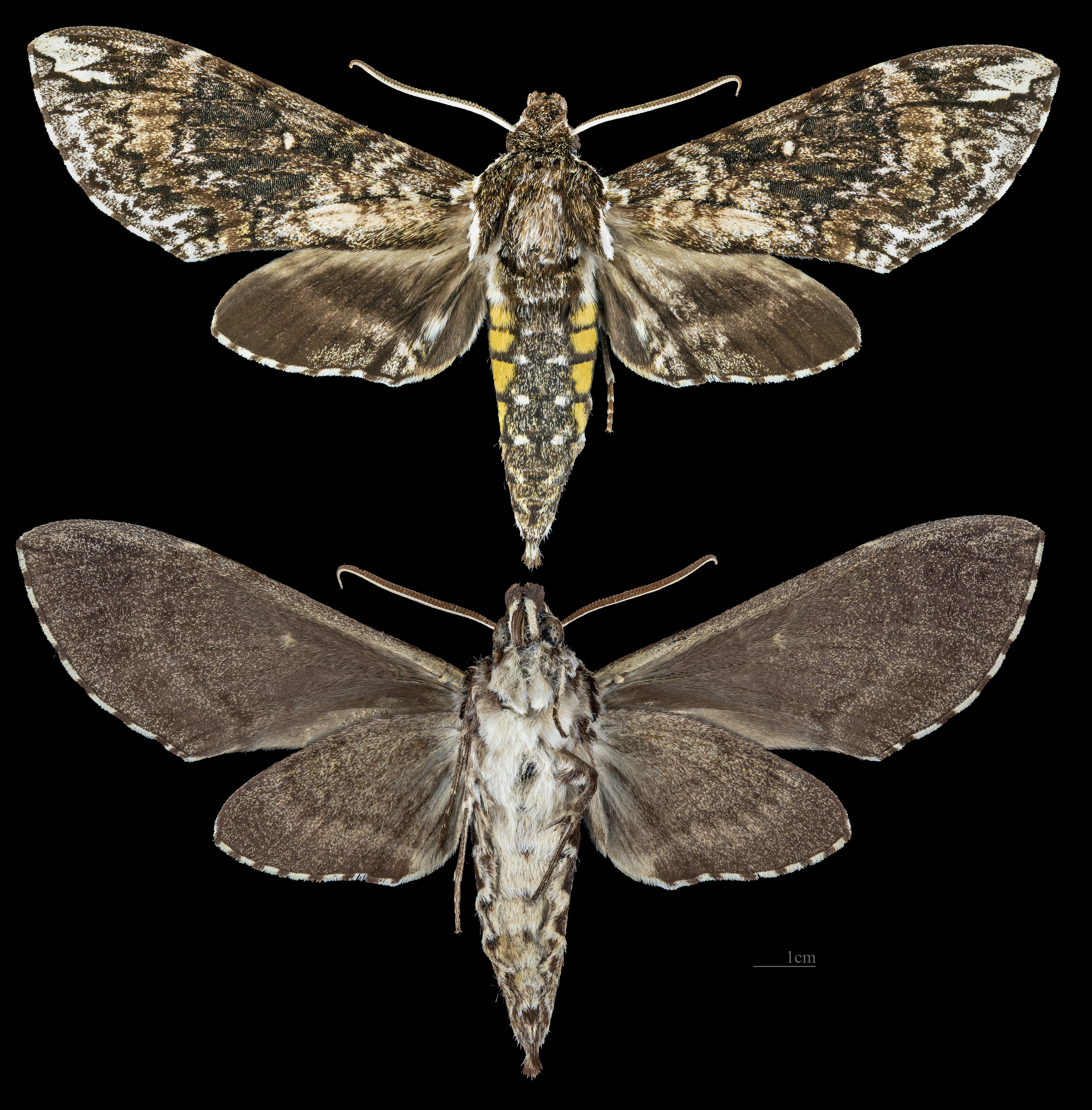
Manduca dilucida
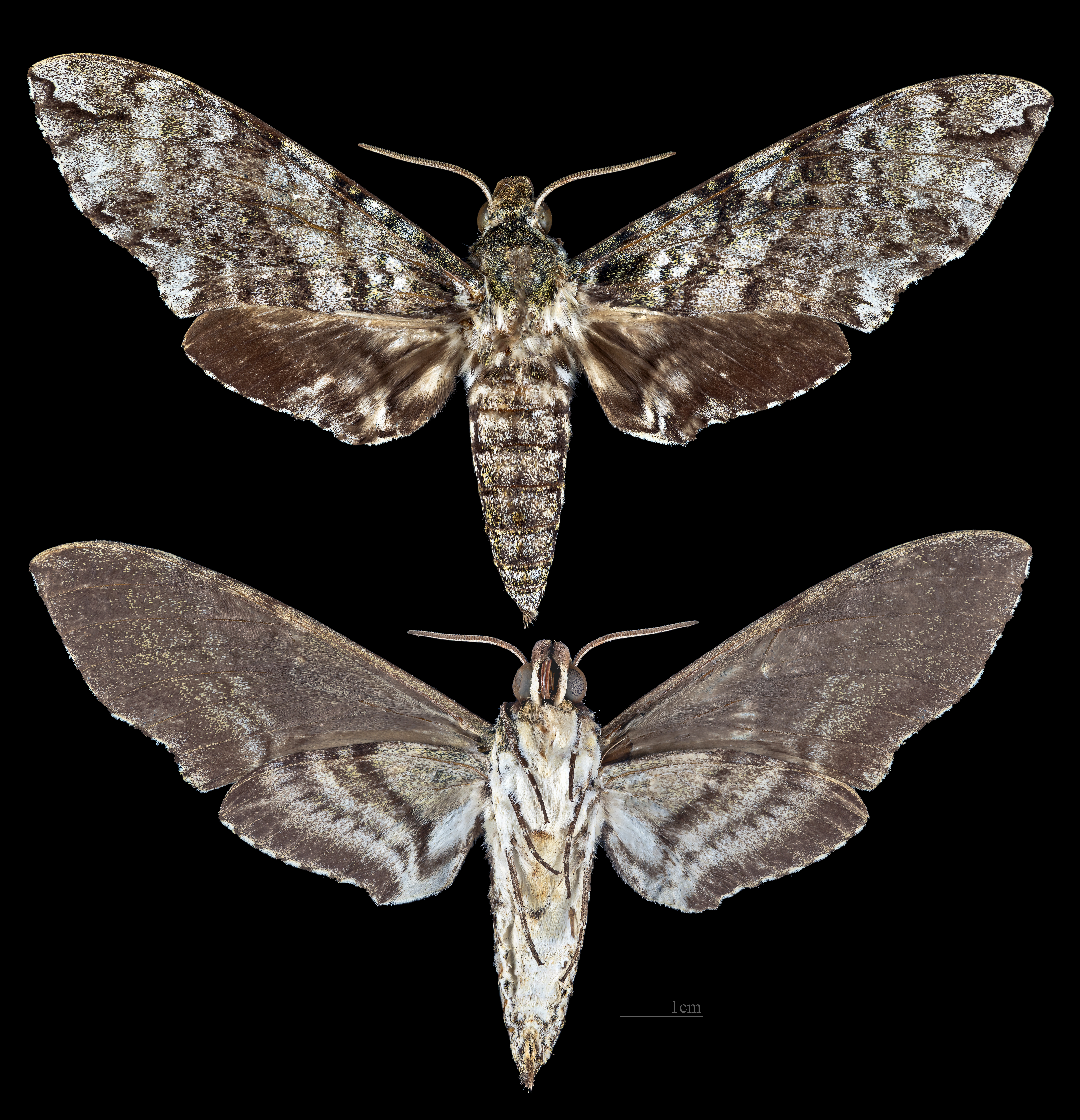
مندوكة كبيرة
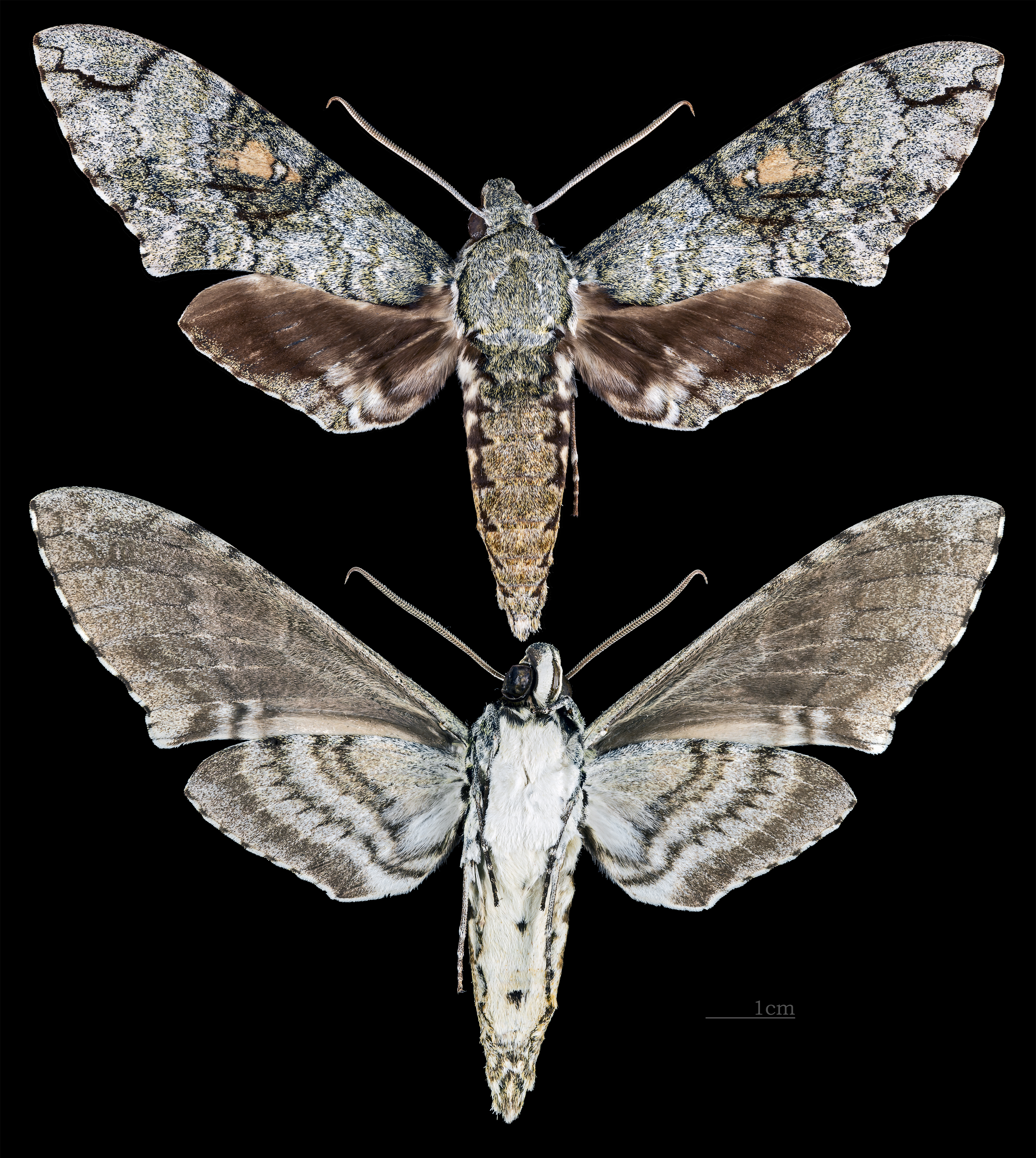
Manduca florestan
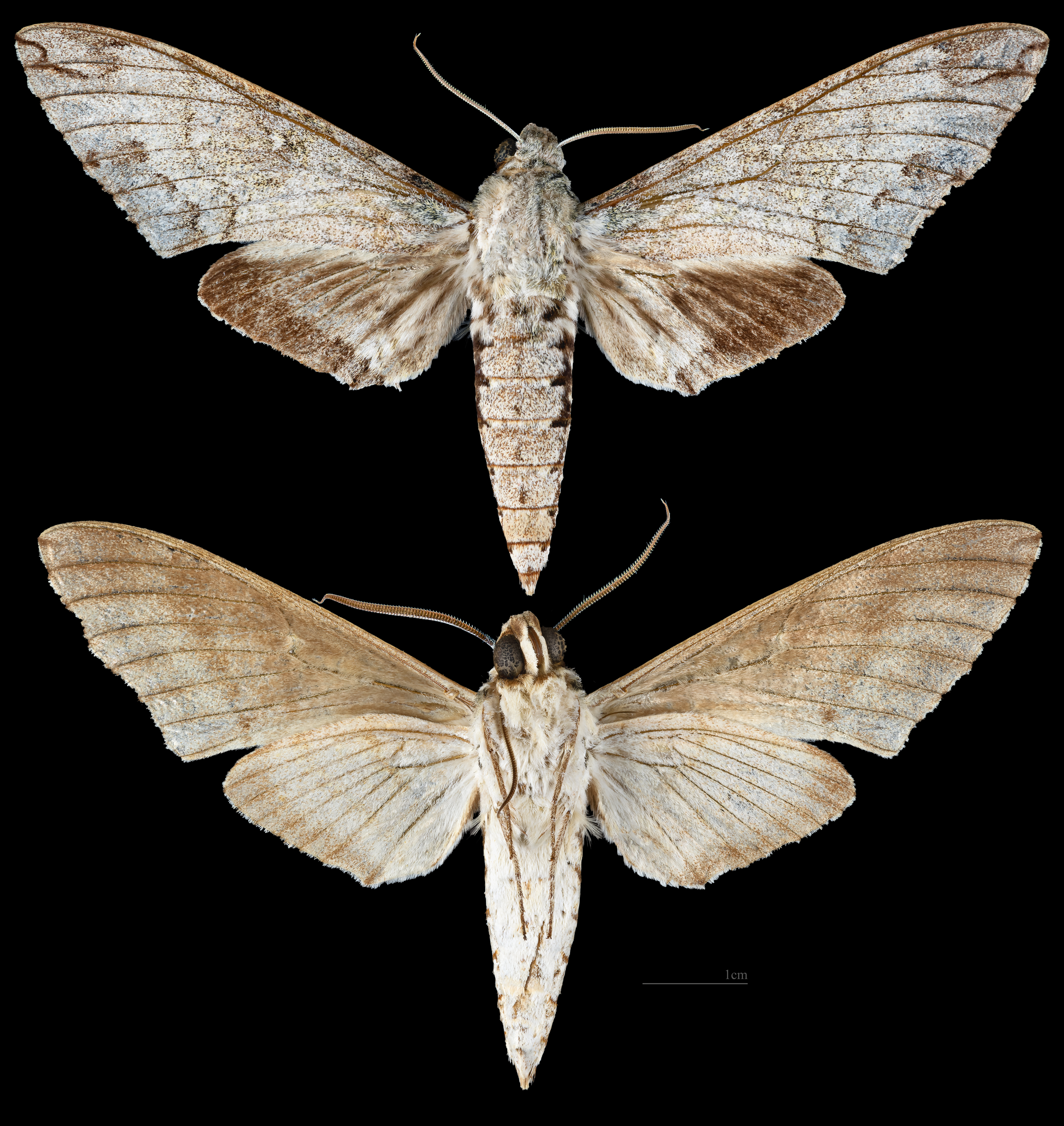
Manduca franciscae
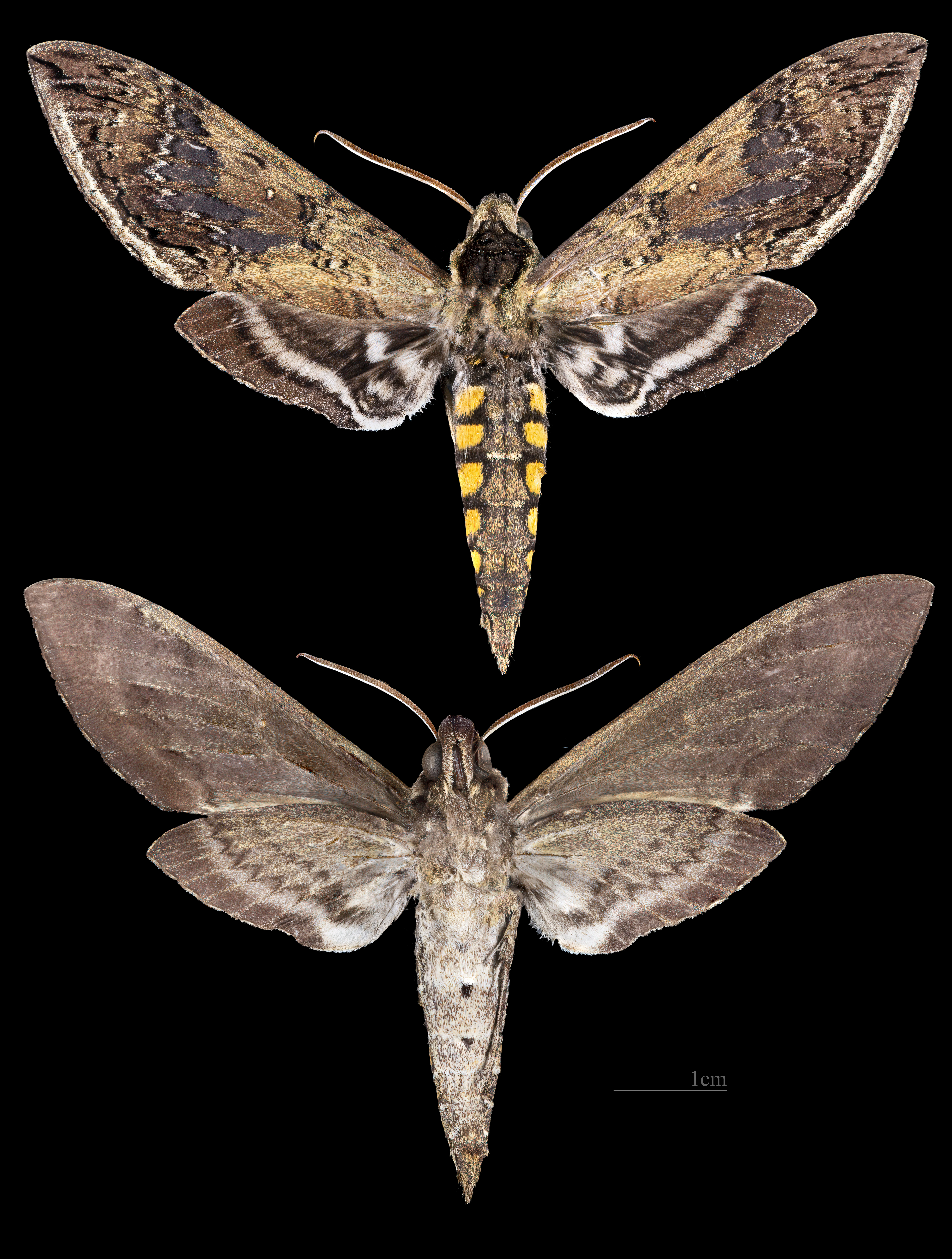
Manduca hannibal
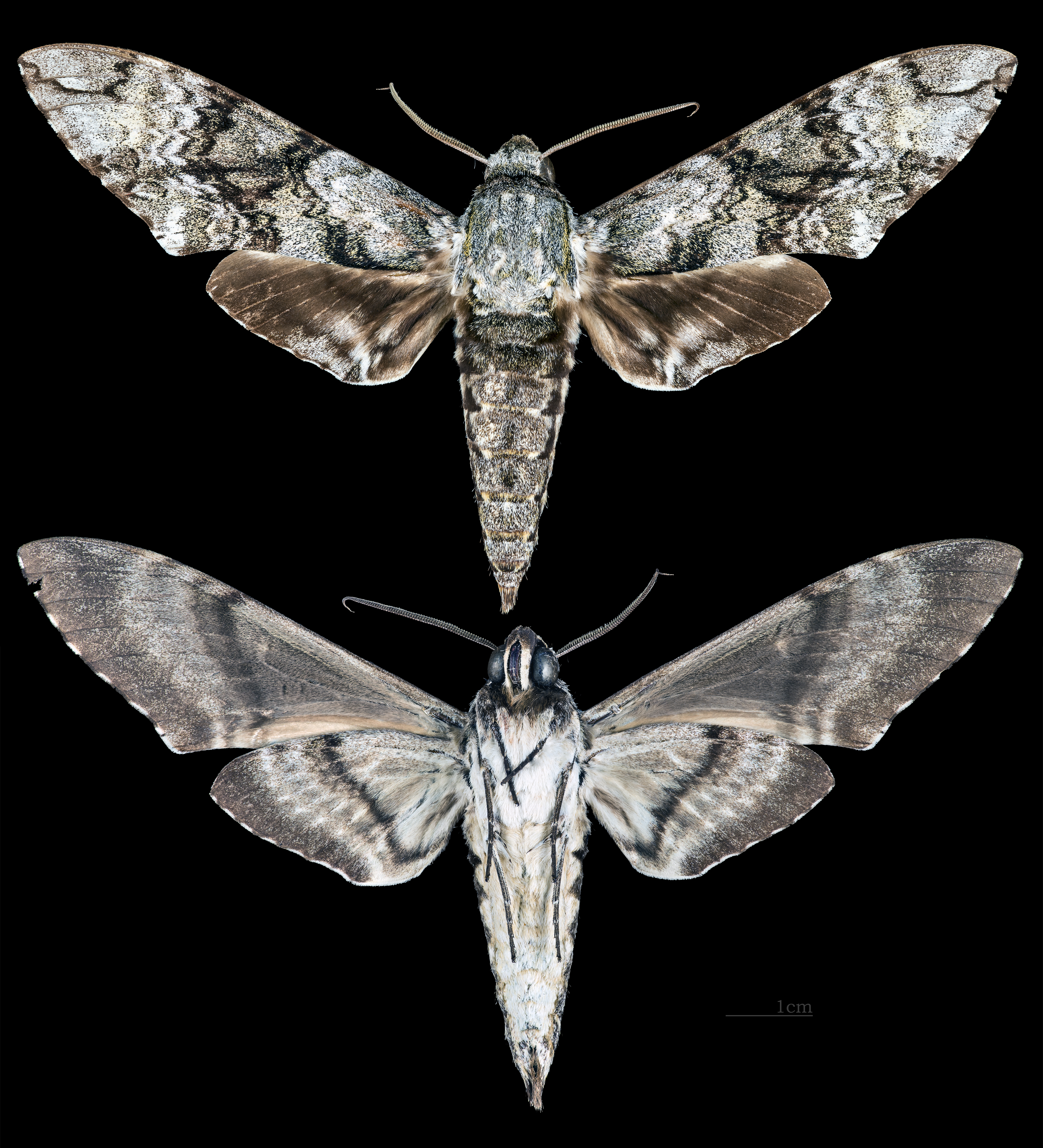
Manduca huascara
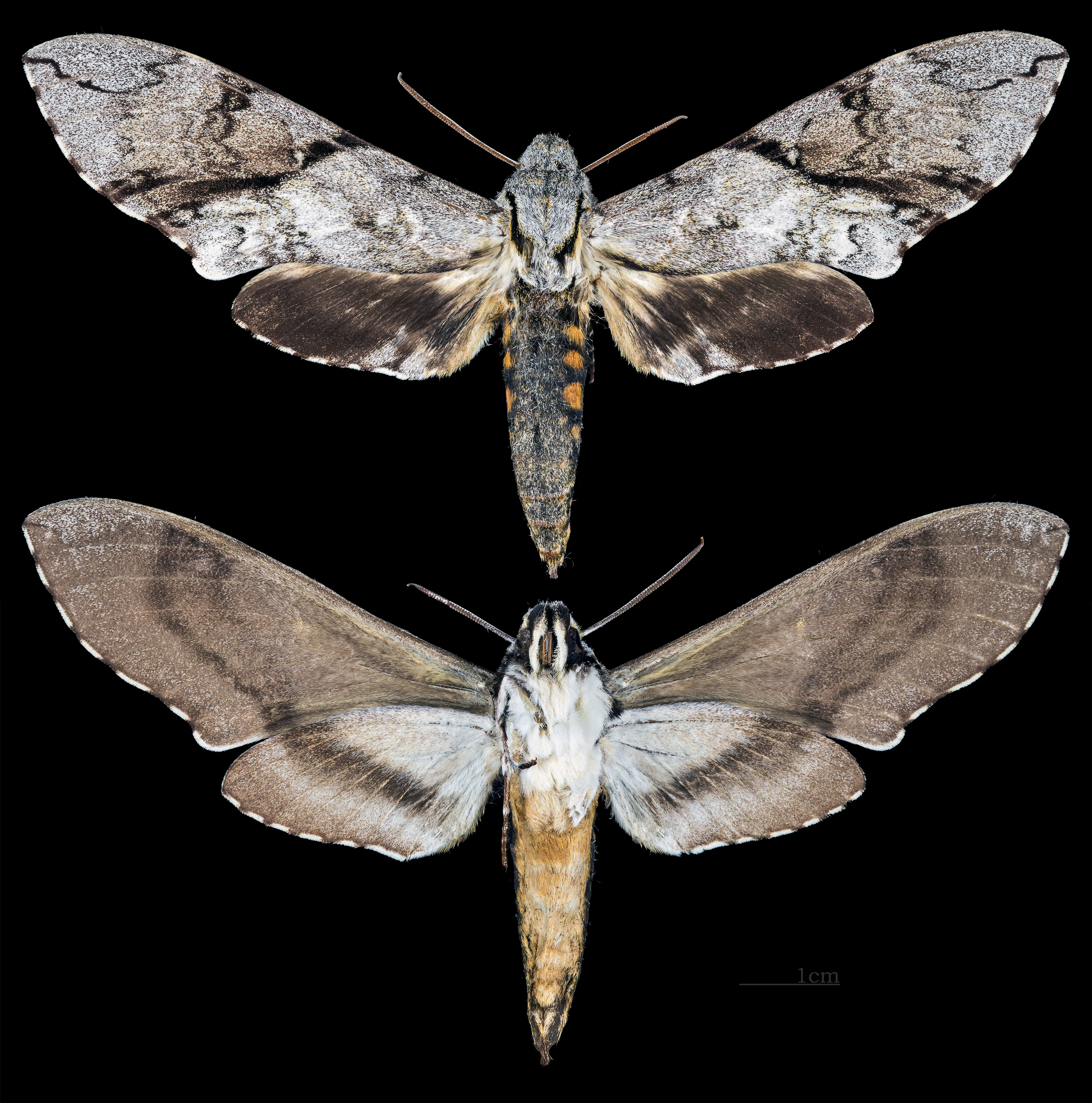
مندوكة محززة
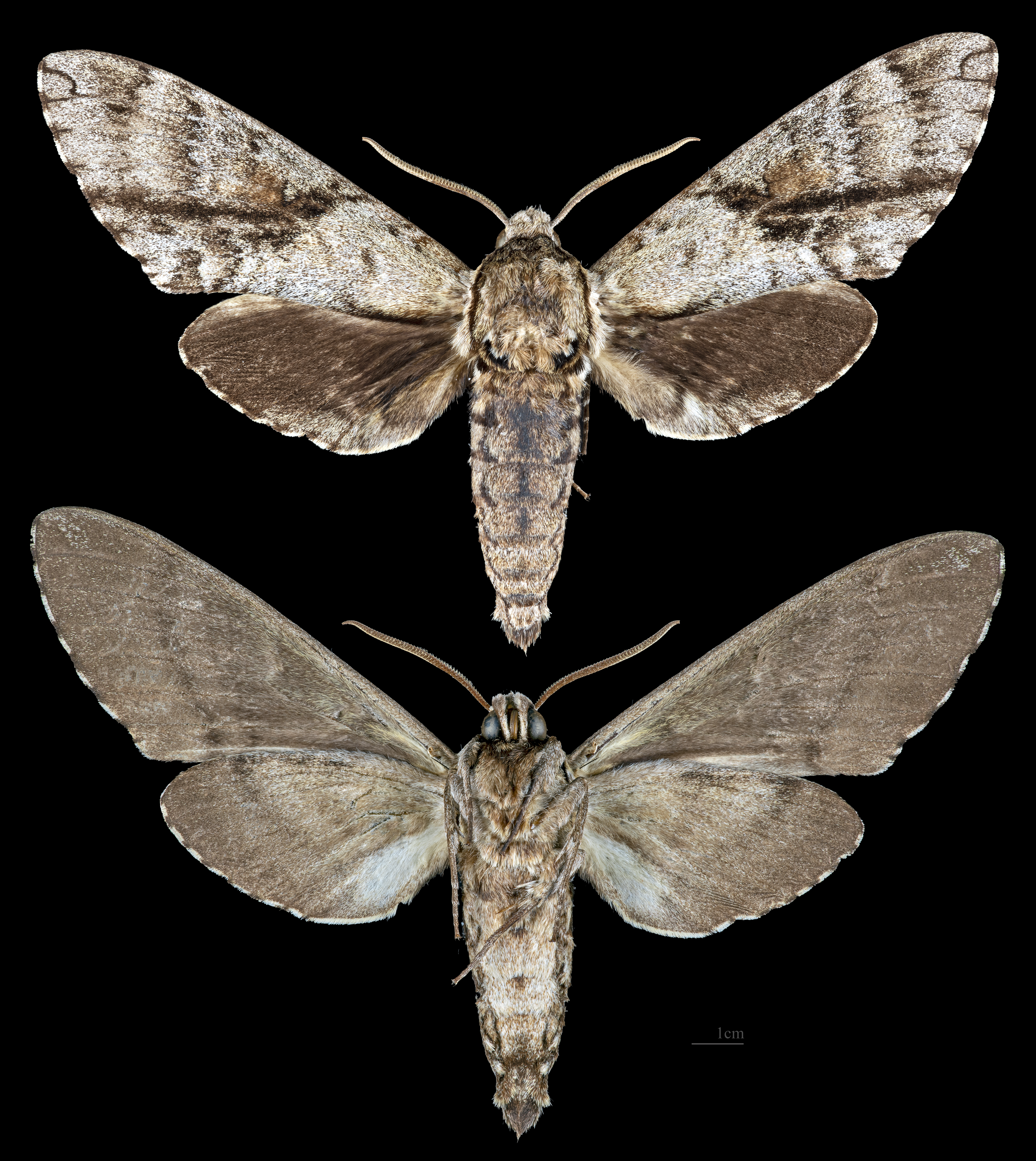
مندوكة رقيقة
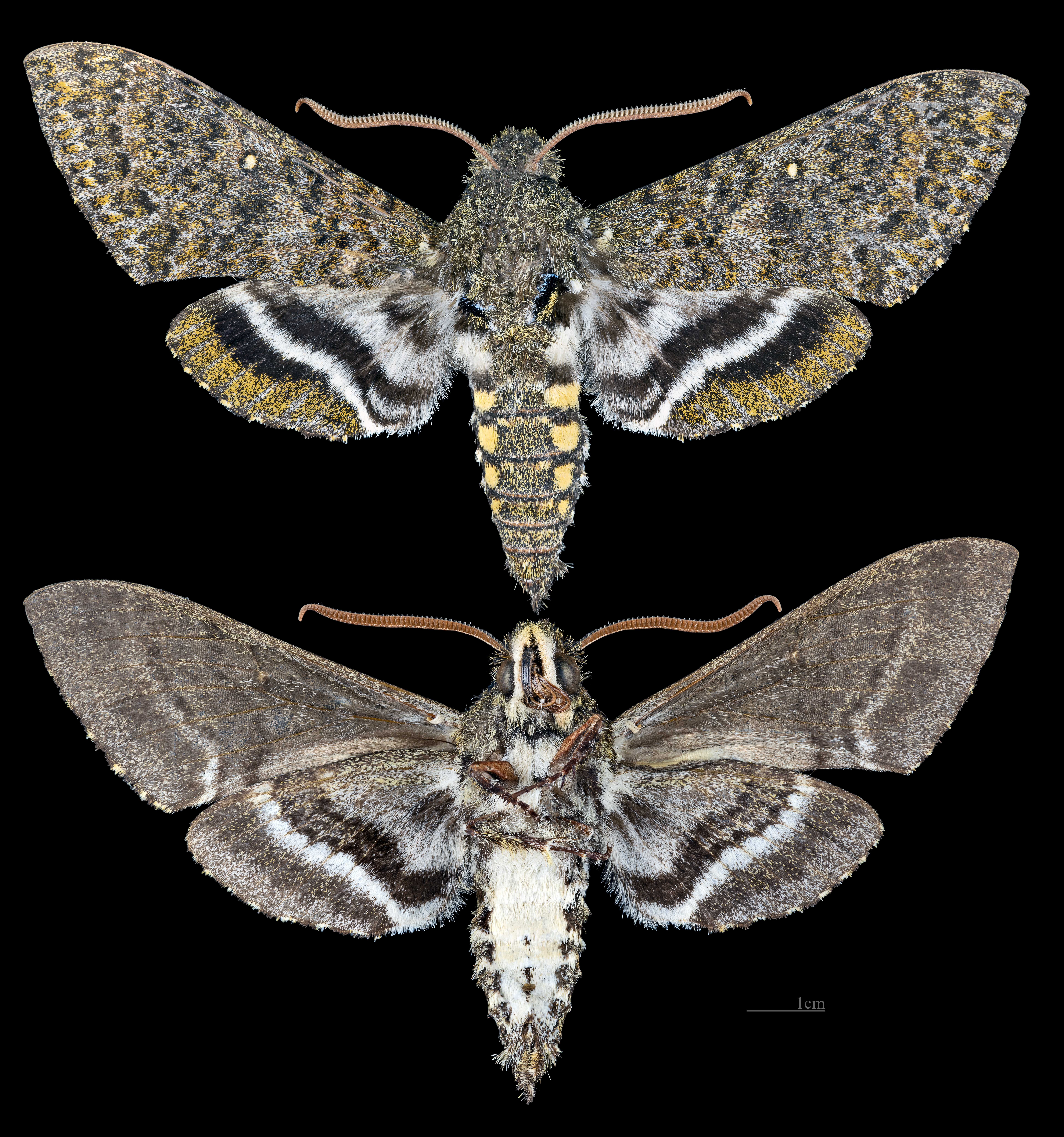
Manduca jordani
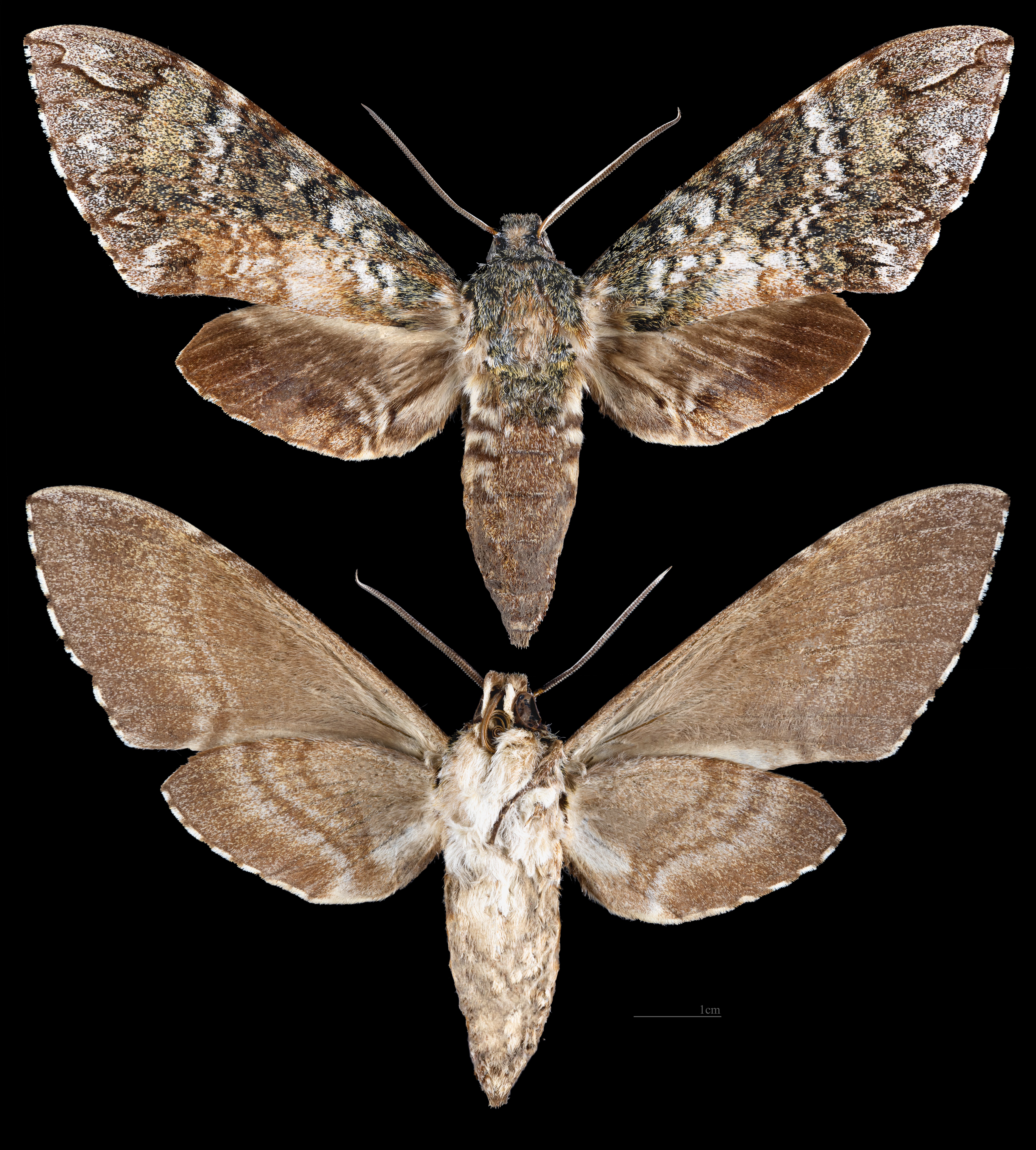
مندوكة صوفية
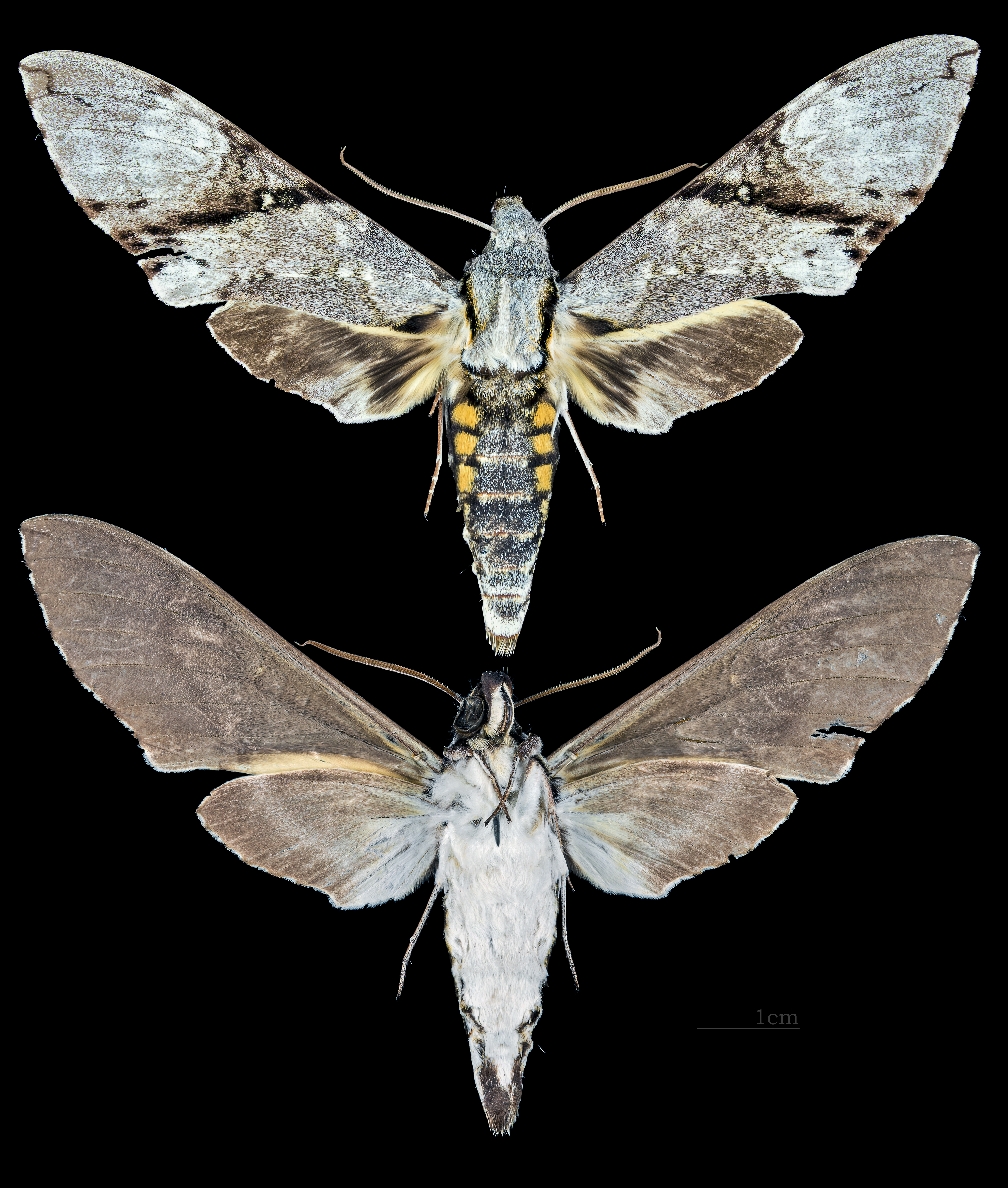
Manduca lefeburii
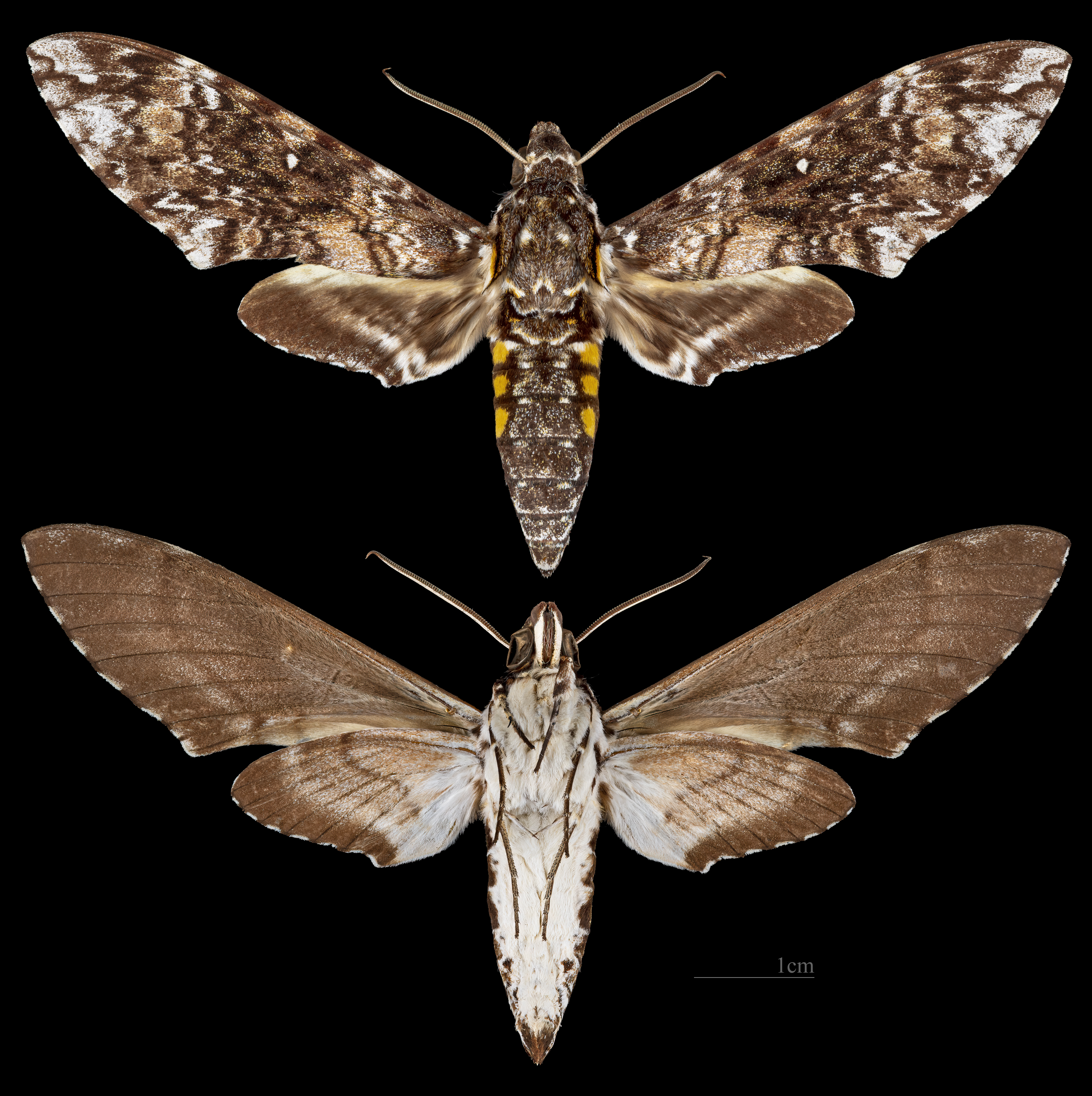
Manduca leucospila
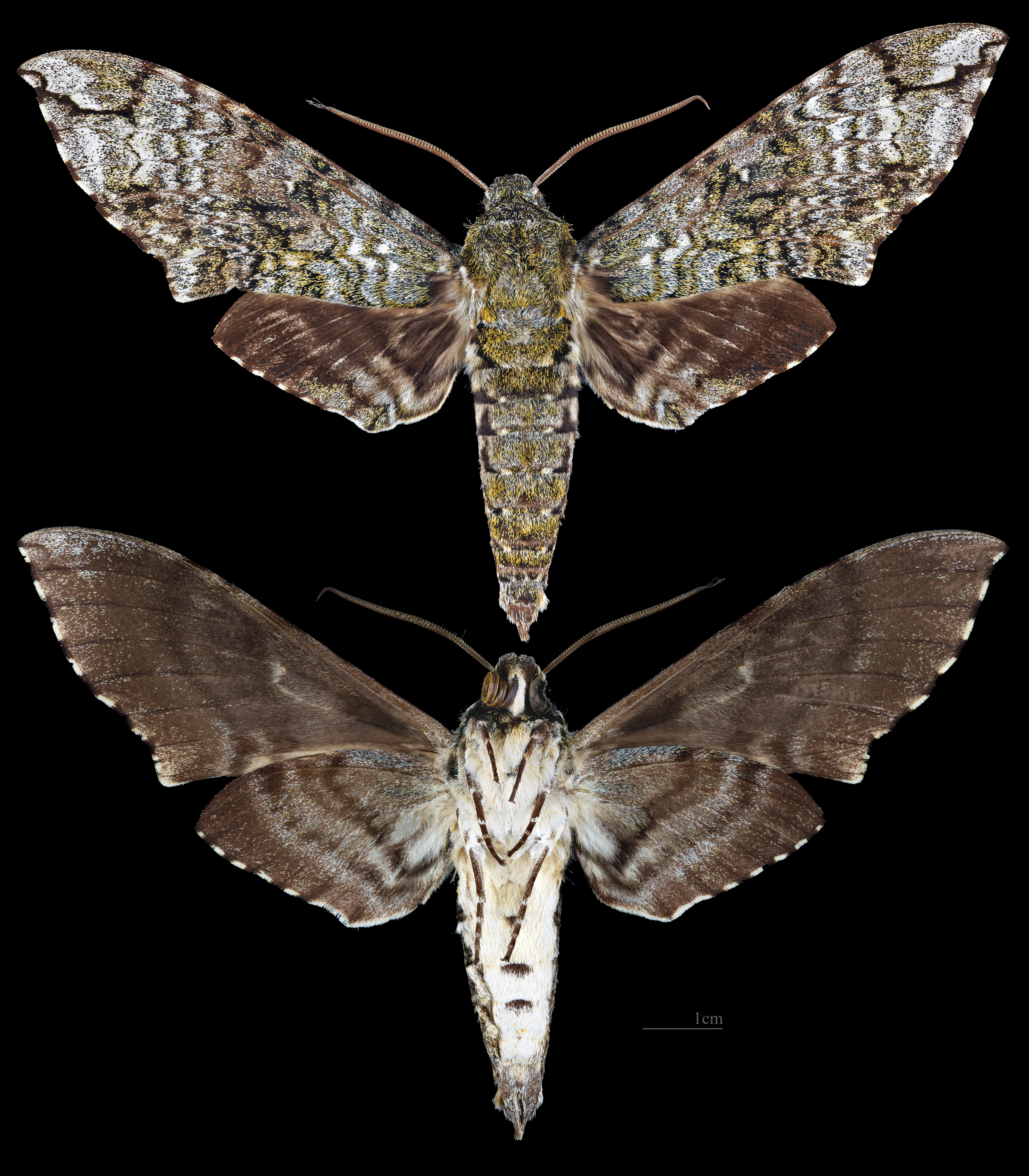
Manduca lichenea
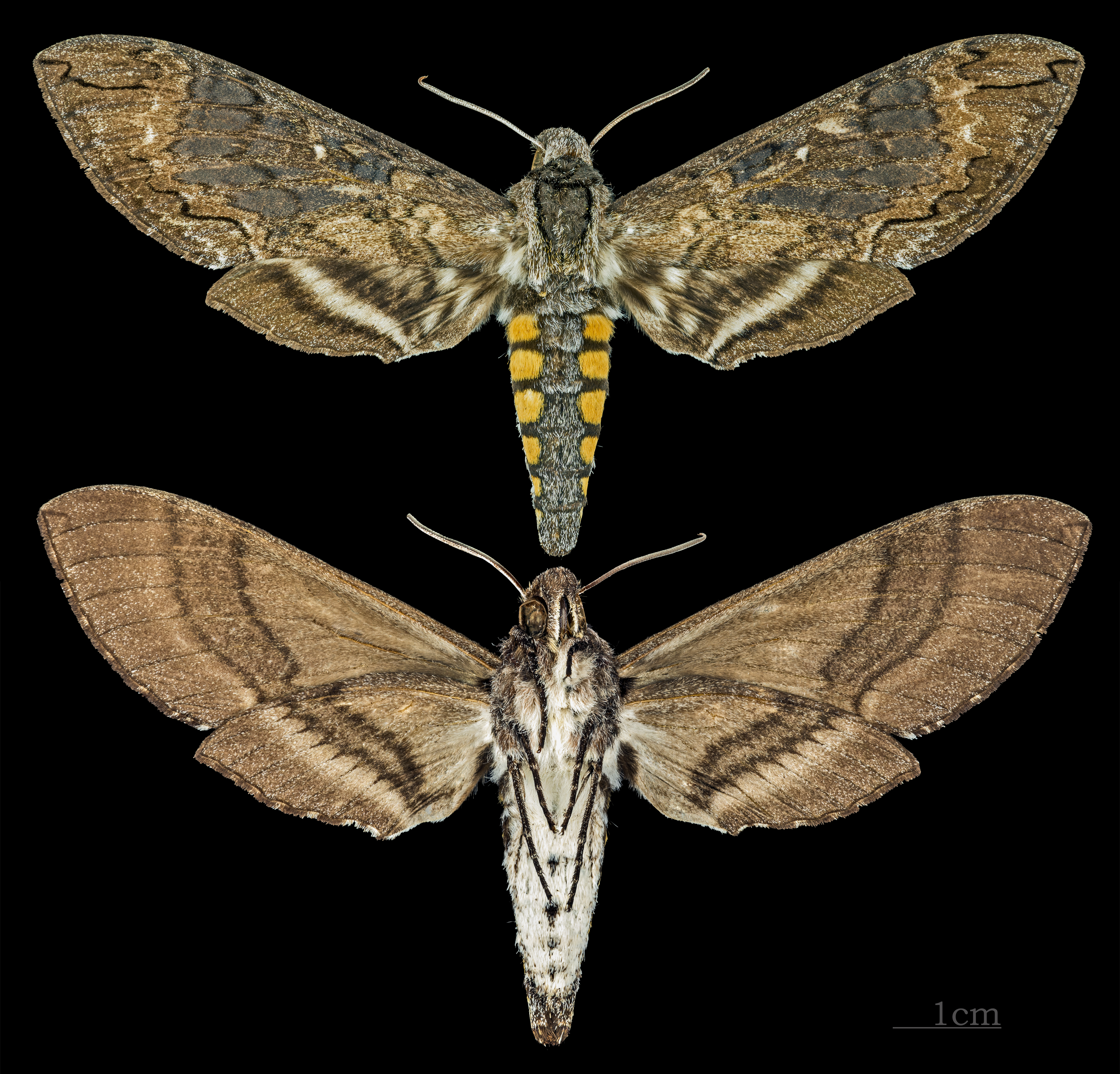
Manduca lucetius
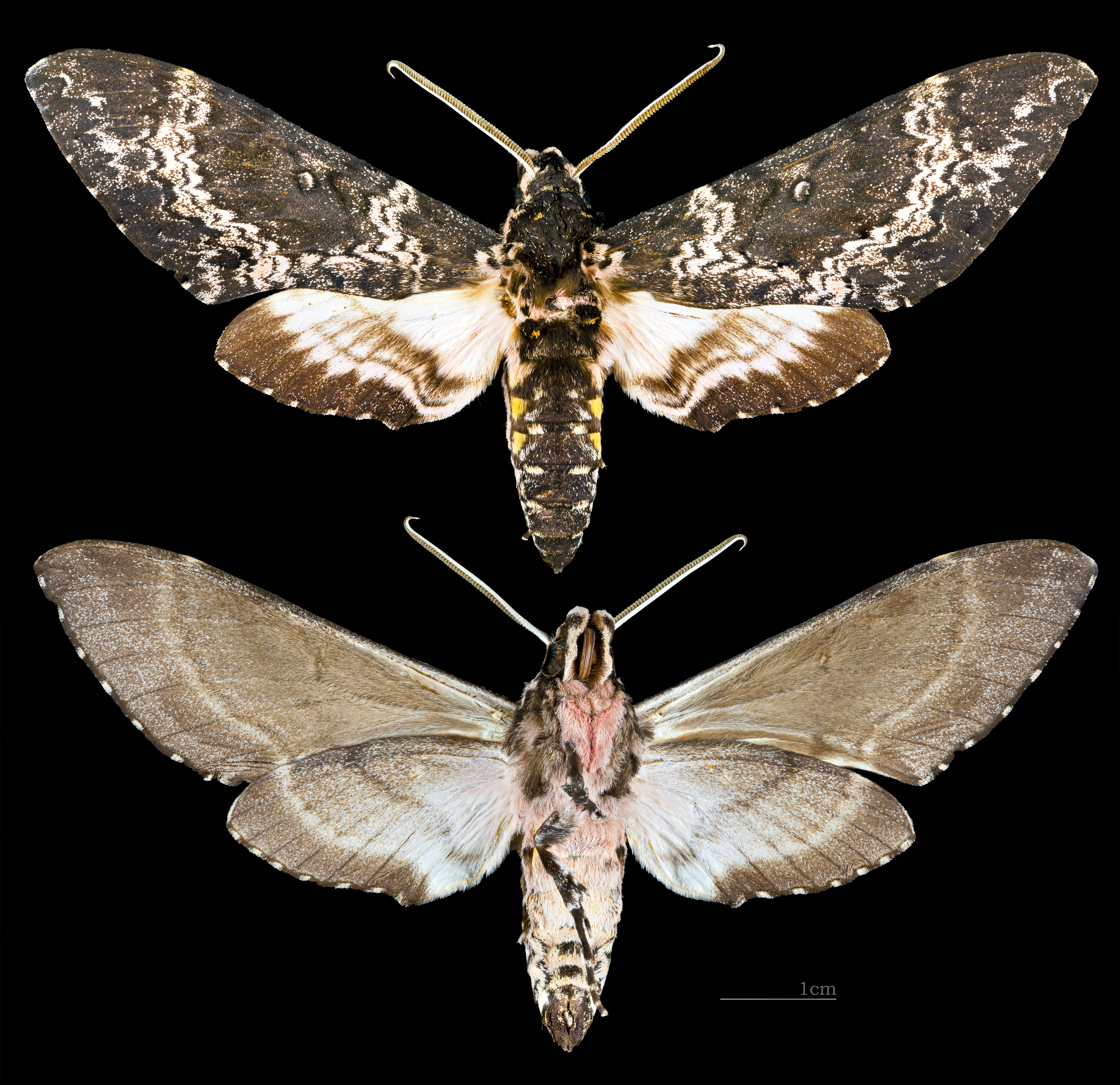
Manduca manducoides
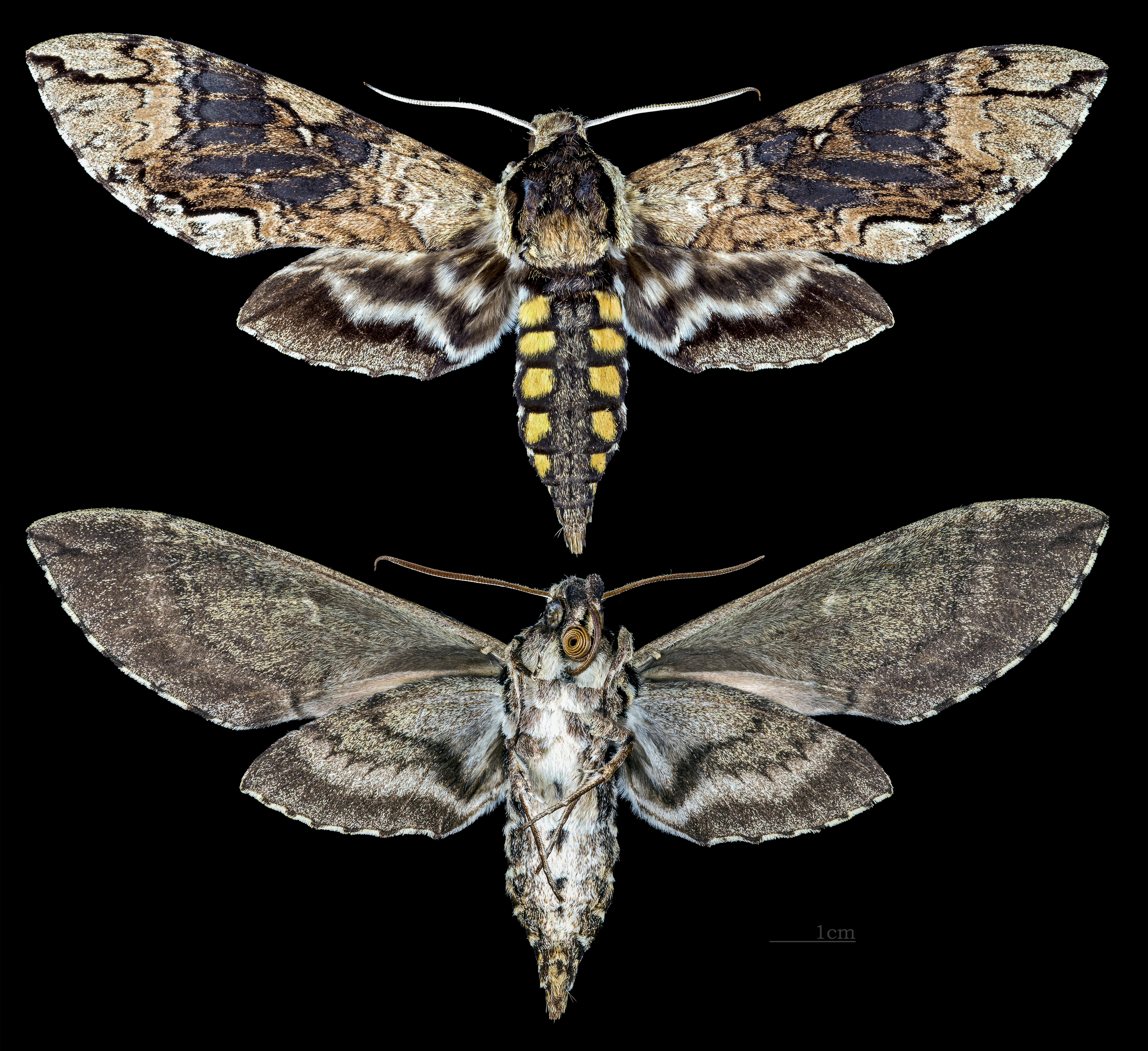
Manduca morelia
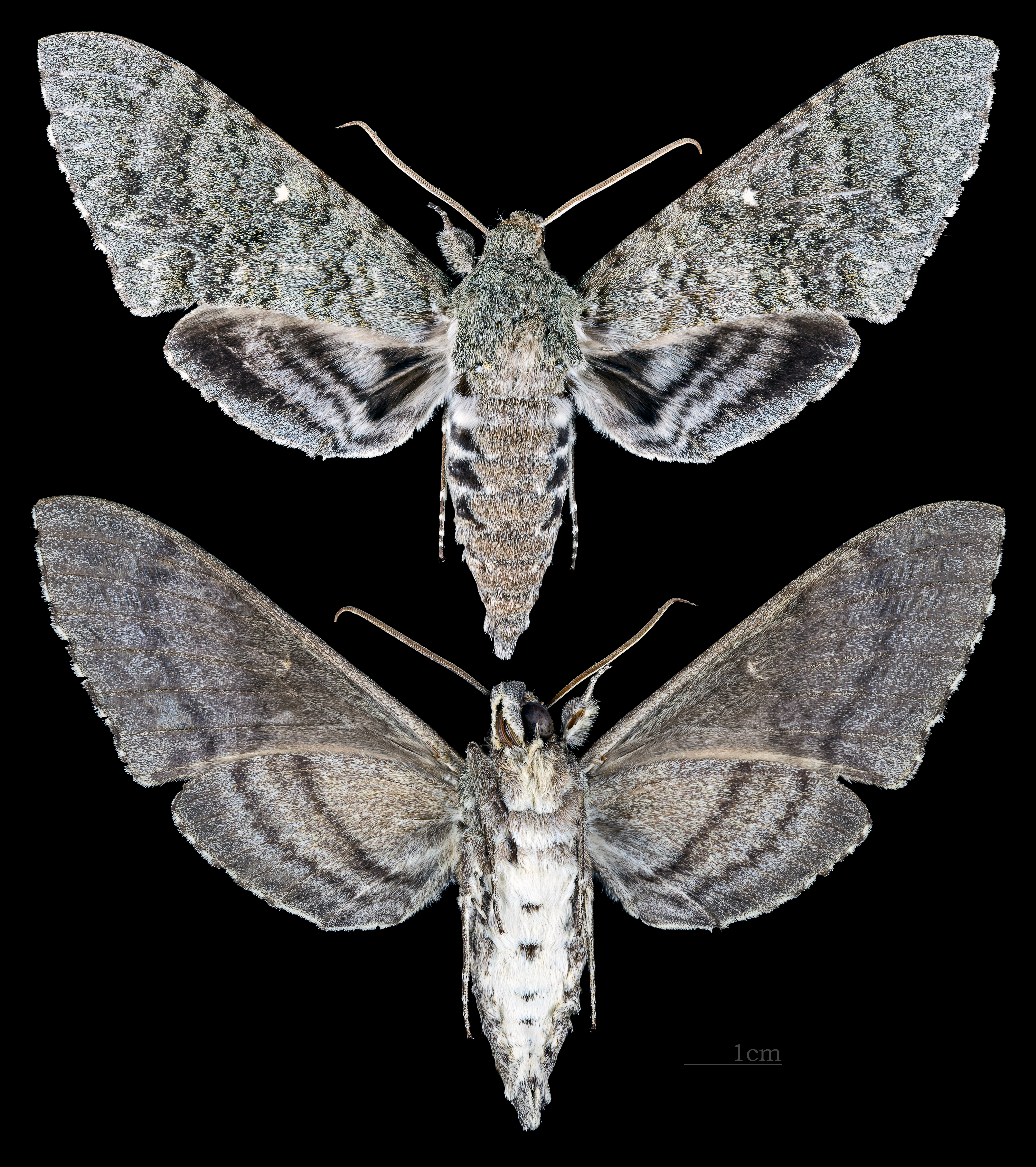
مندوكة طحلبية
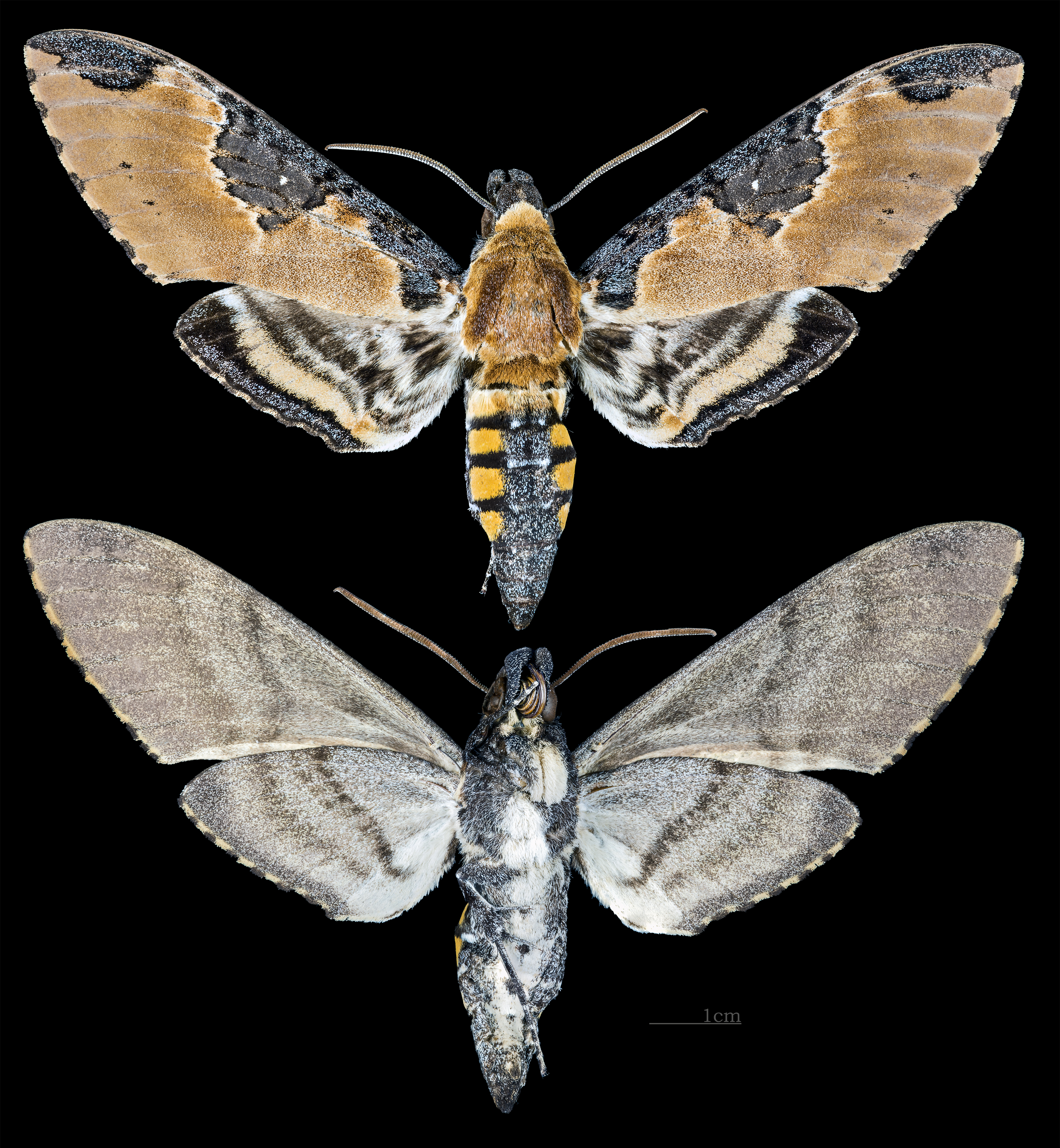
Manduca ochus
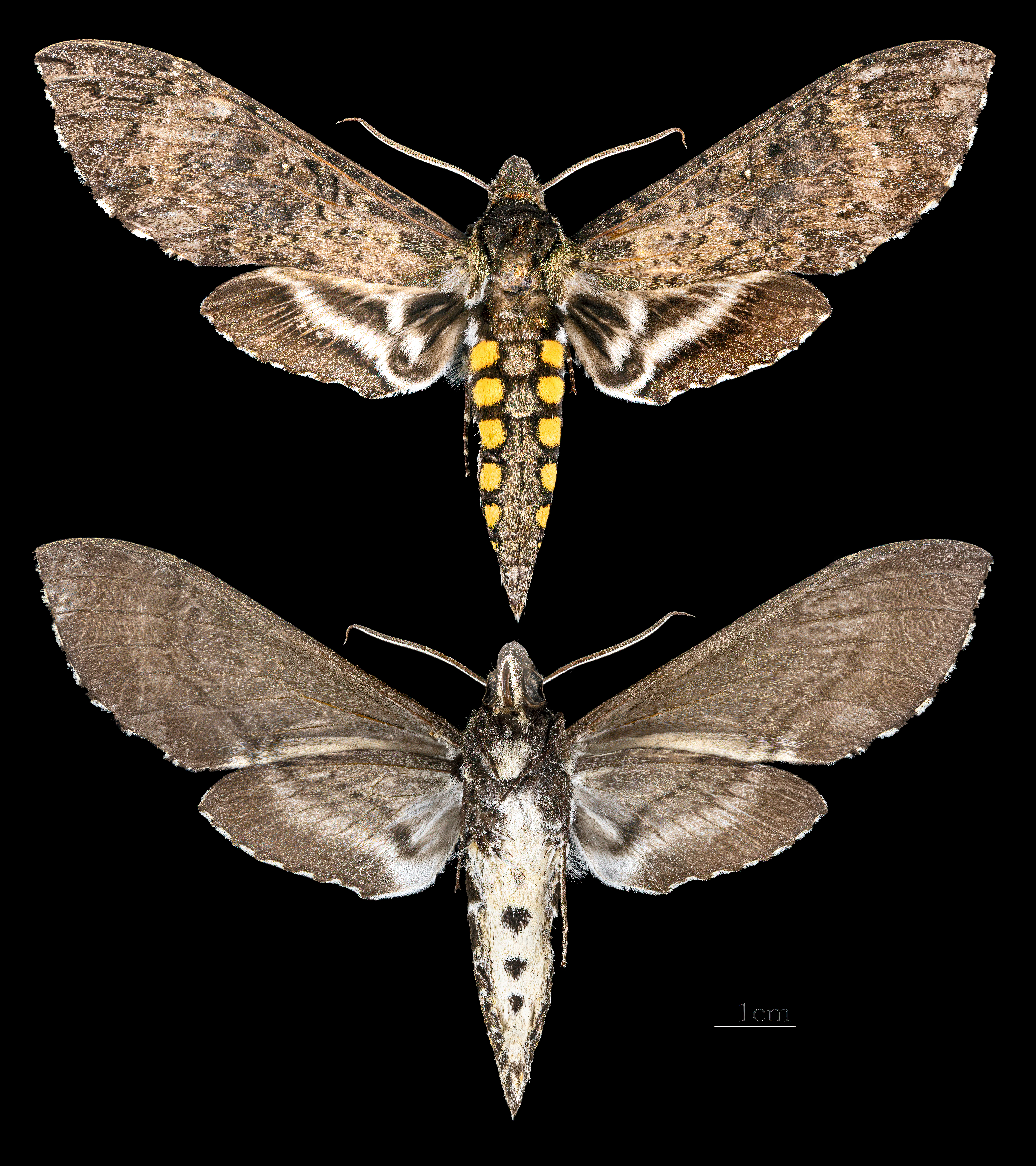
Manduca perplexa
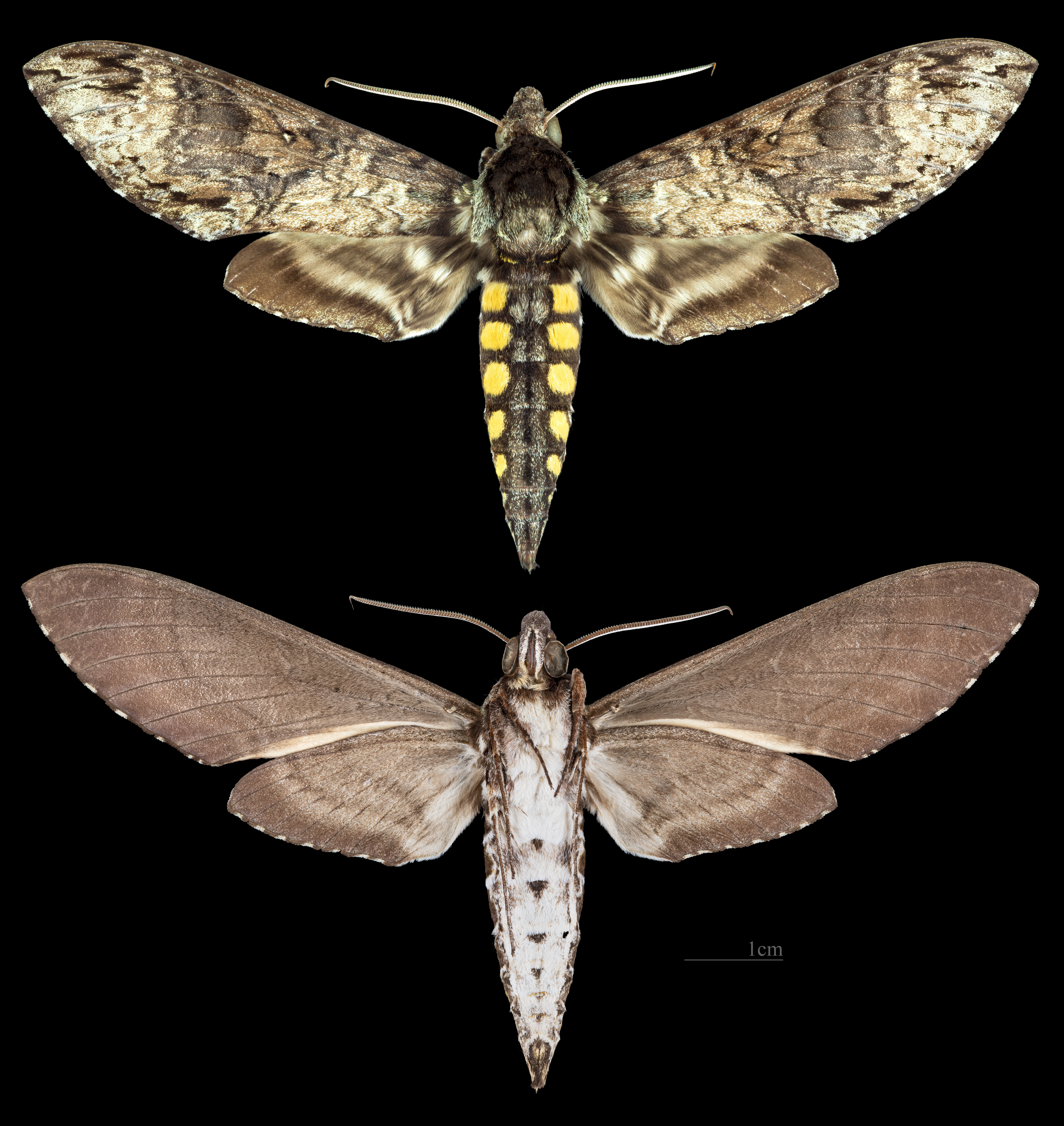
Manduca prestoni
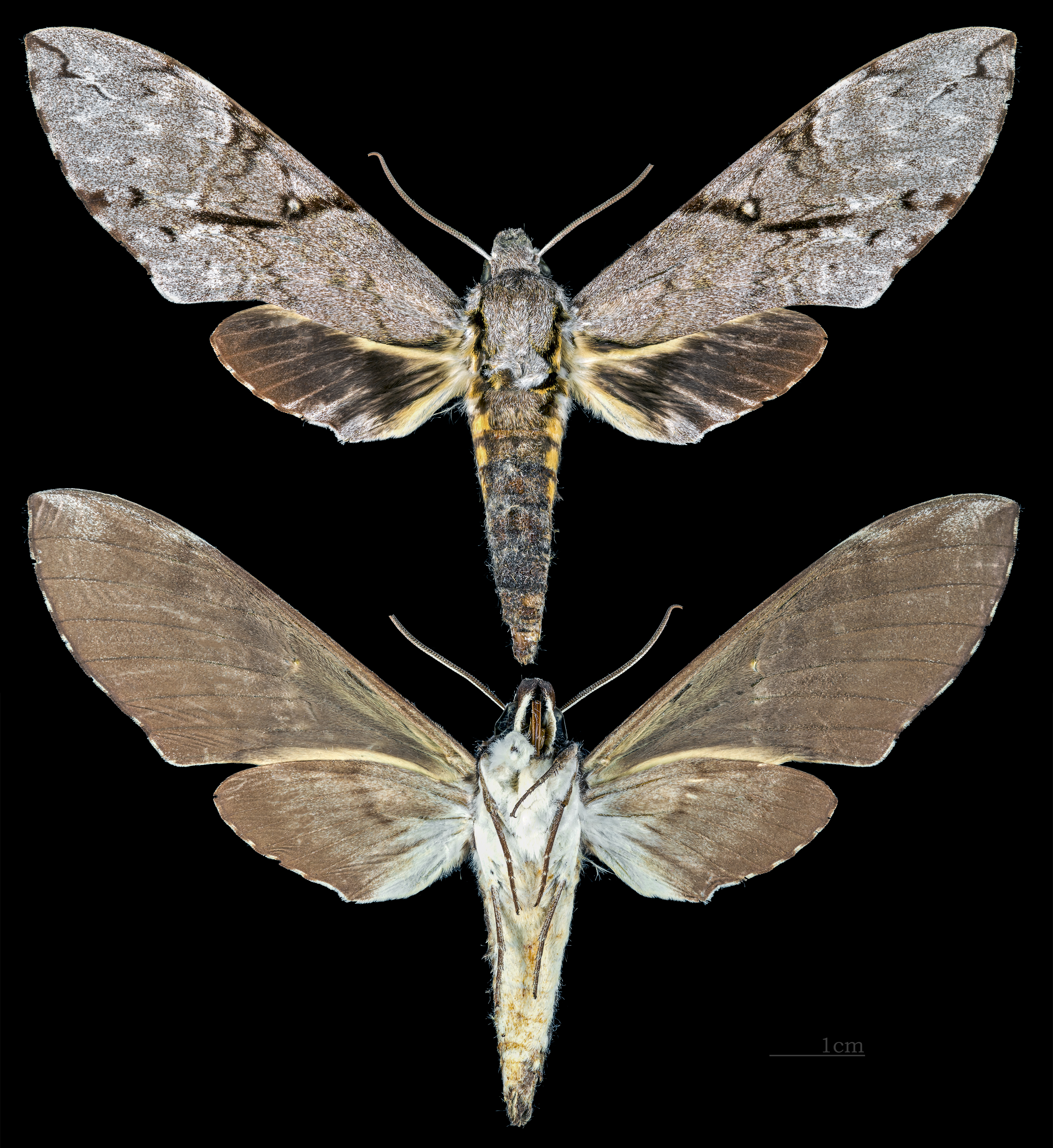
Manduca quinquemaculata
- مندوكة مصغرة
- مندوكة ريفية
- مندوكة درعية
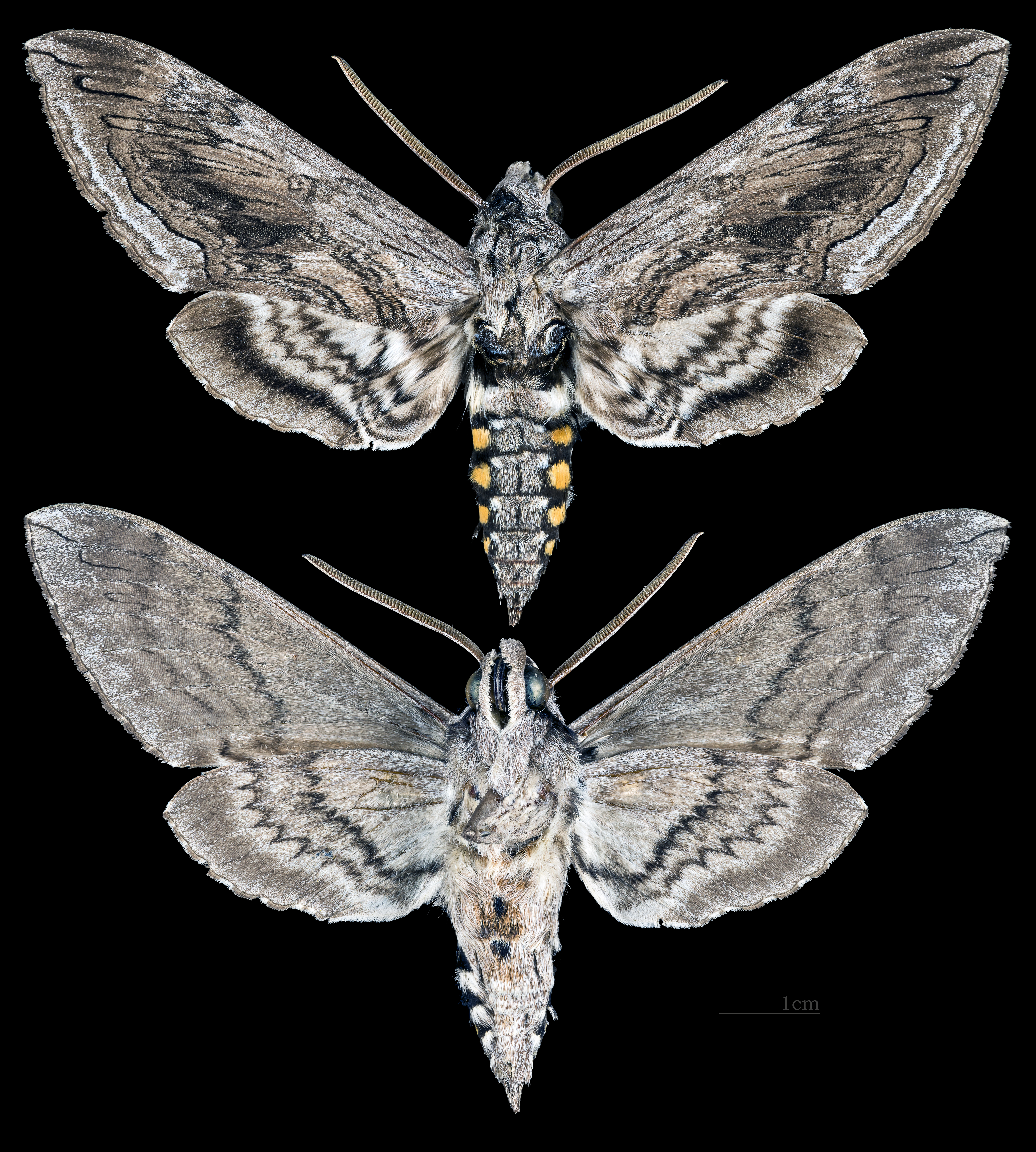
Manduca sesquiplex
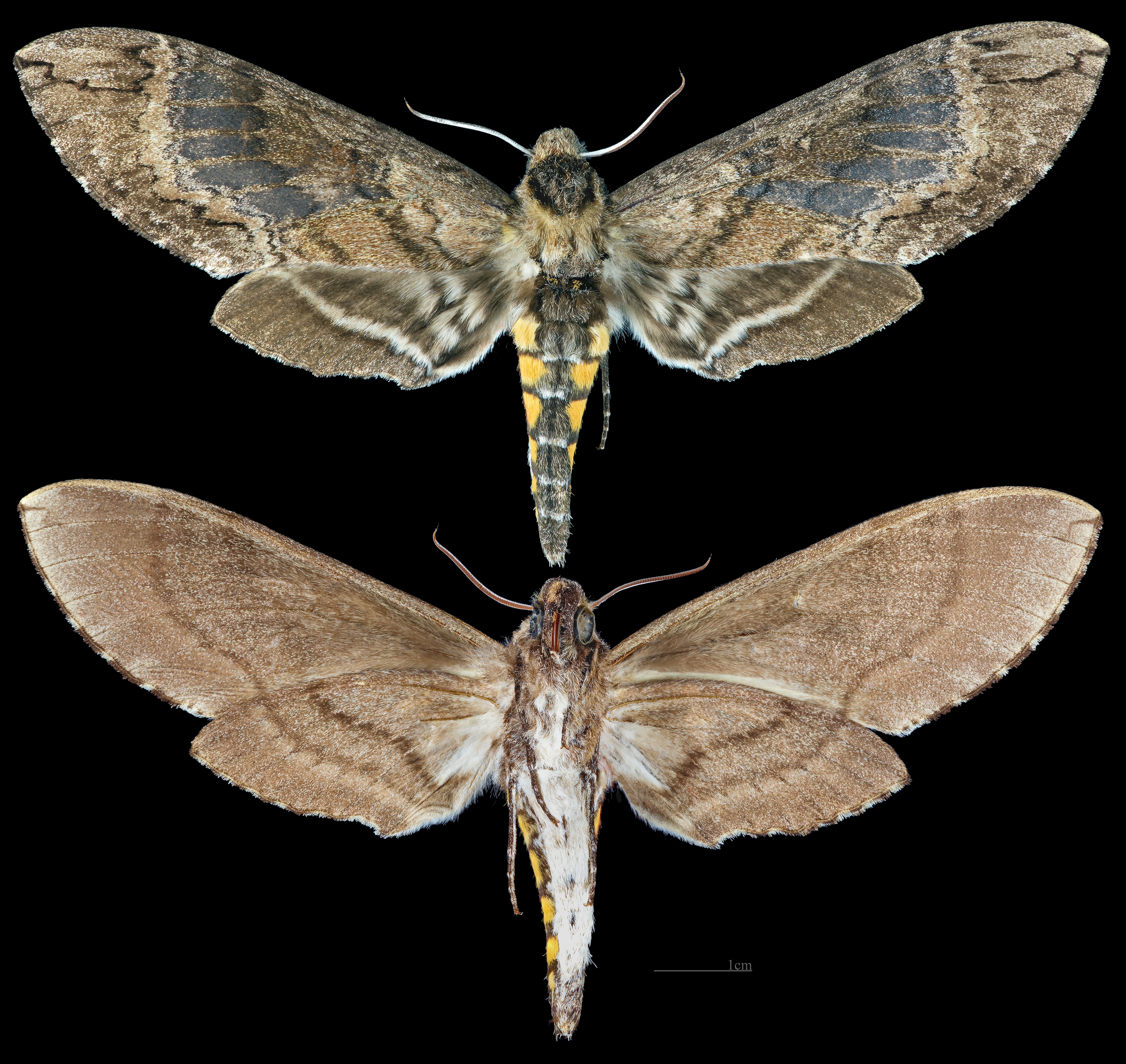
مندوكة سداسية
- Manduca stuarti
- Manduca trimacula
- Manduca tucumana
- Manduca vestalis
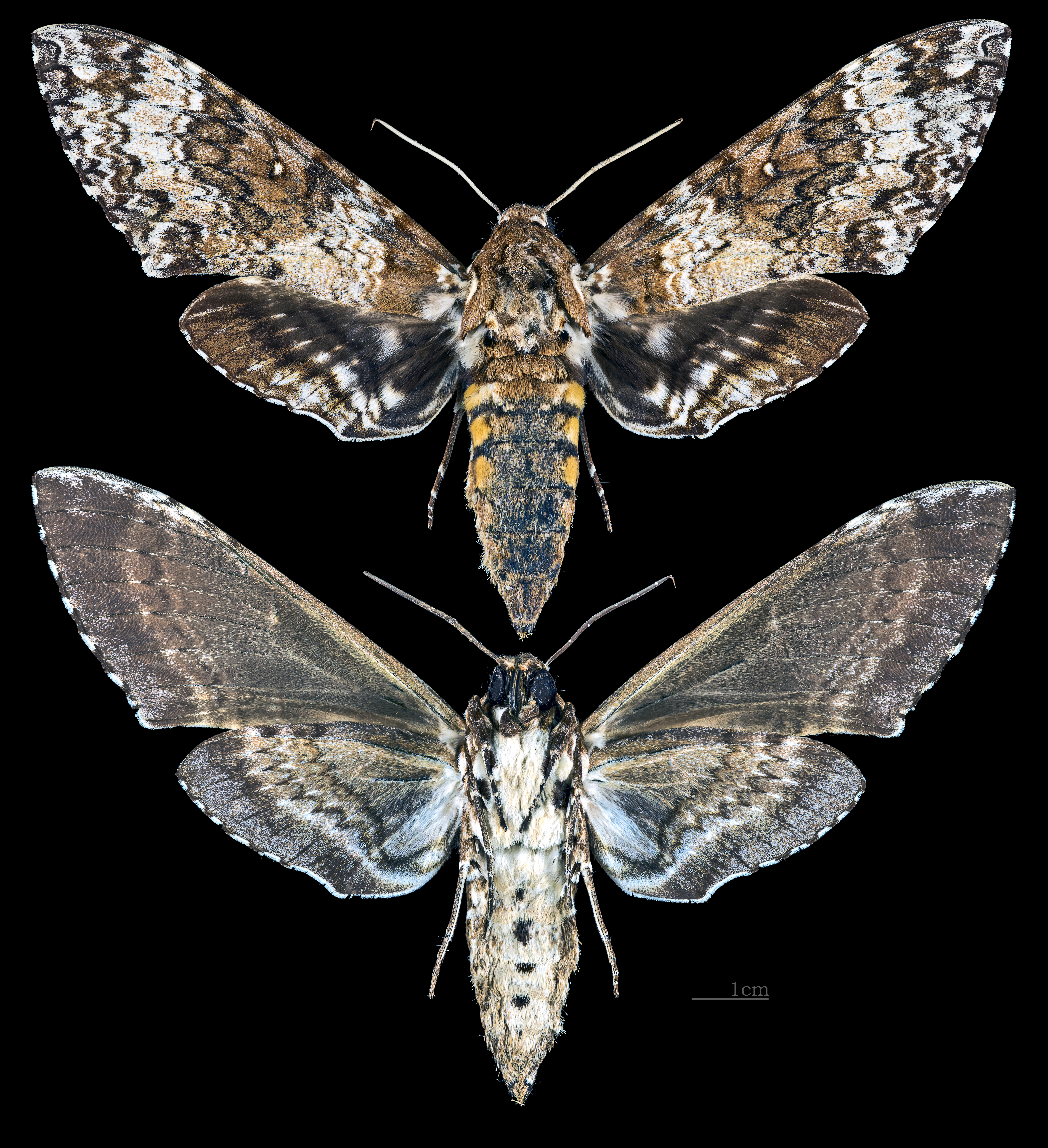
مندوكة بنفسجية بيضاء
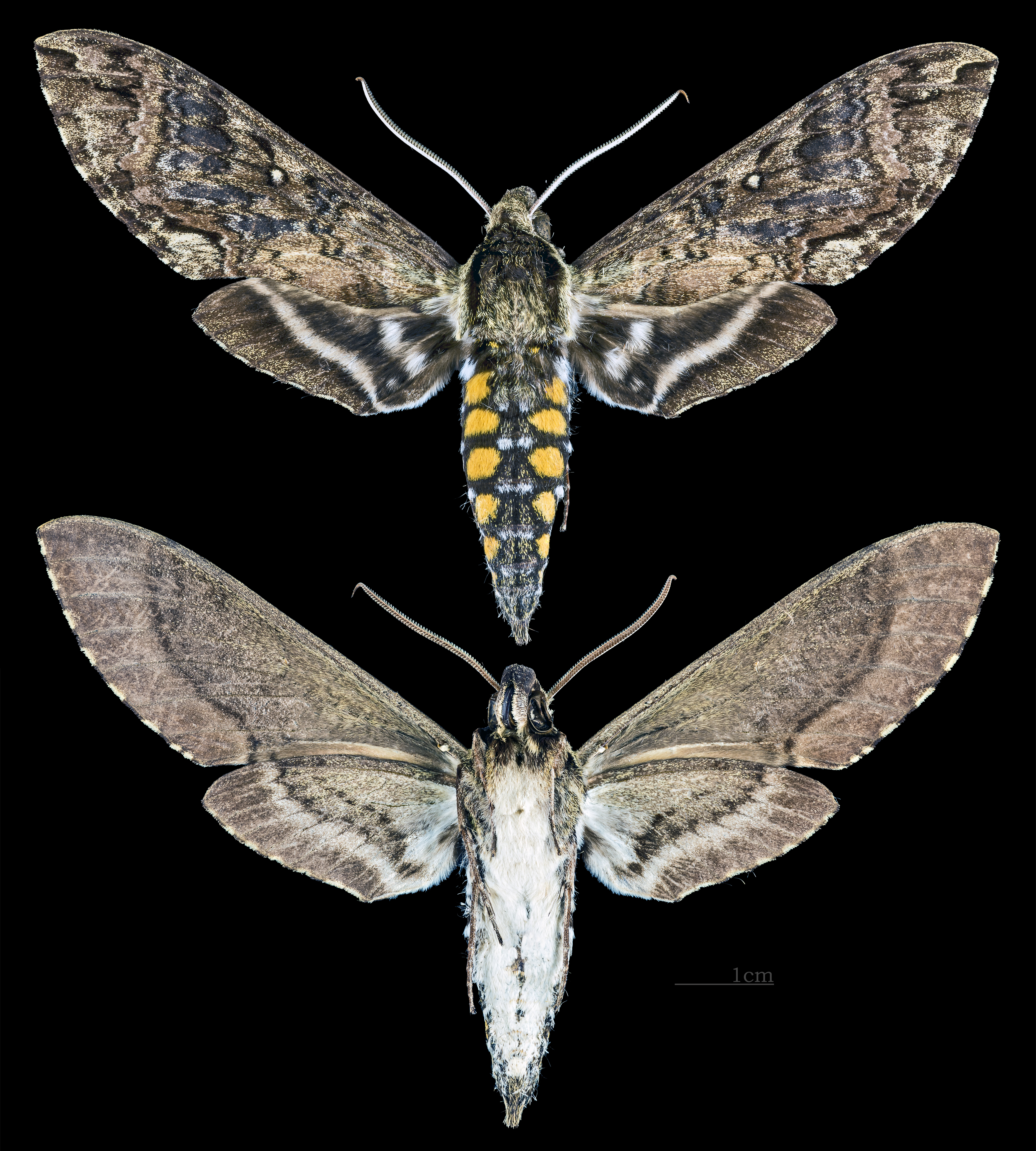
مندوكة درعية
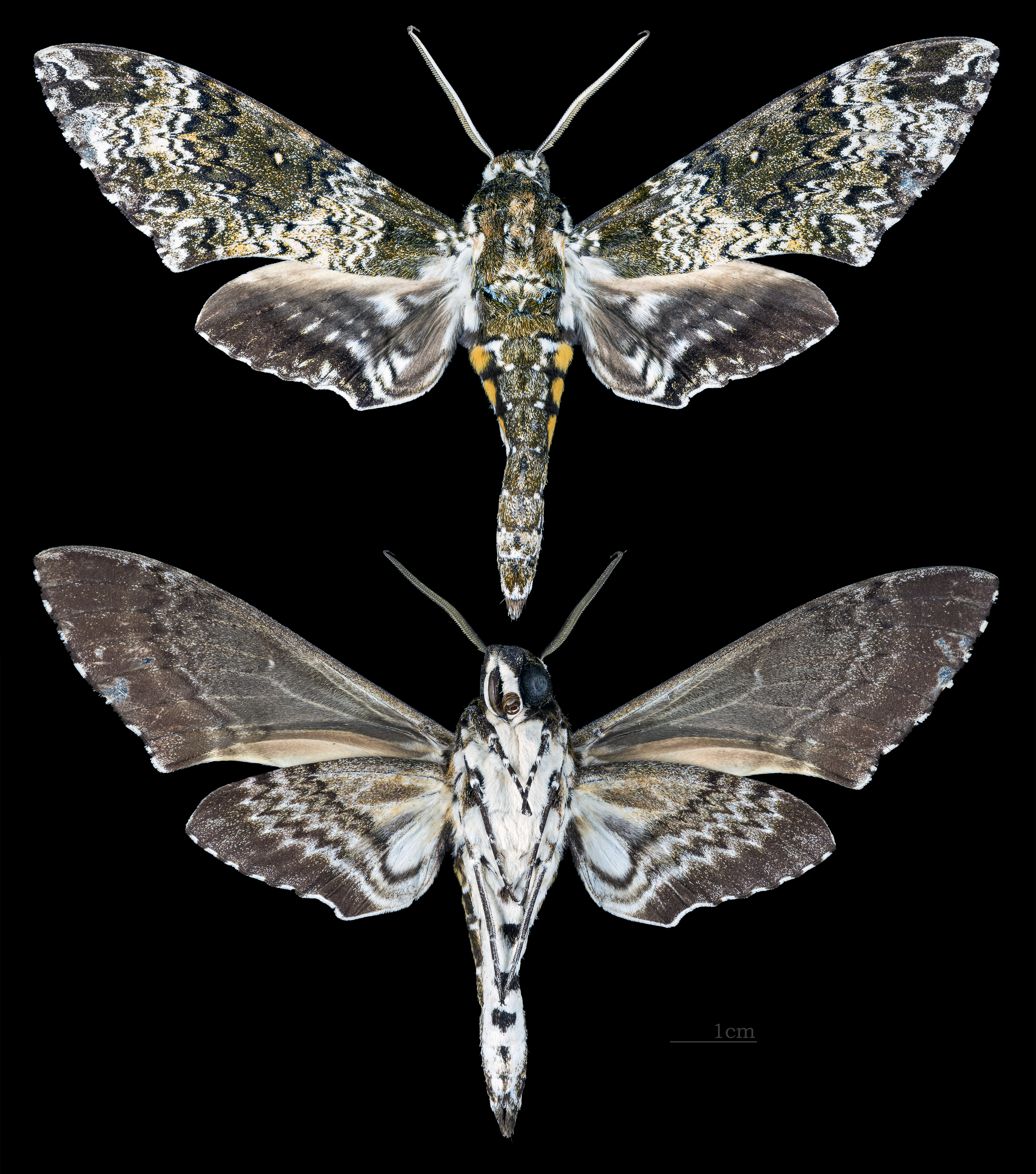
Manduca wellingi
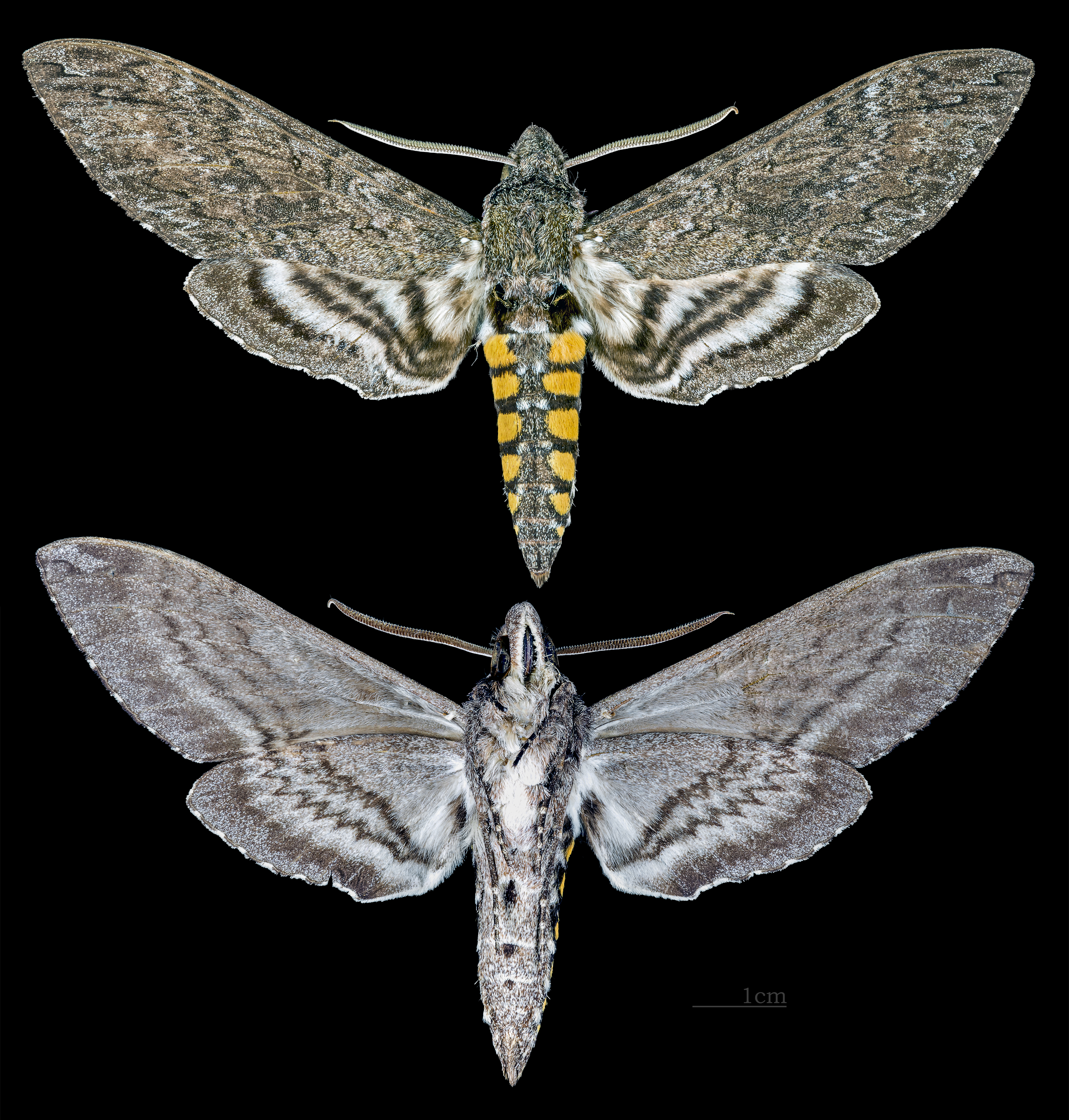
مندوكة سداسية
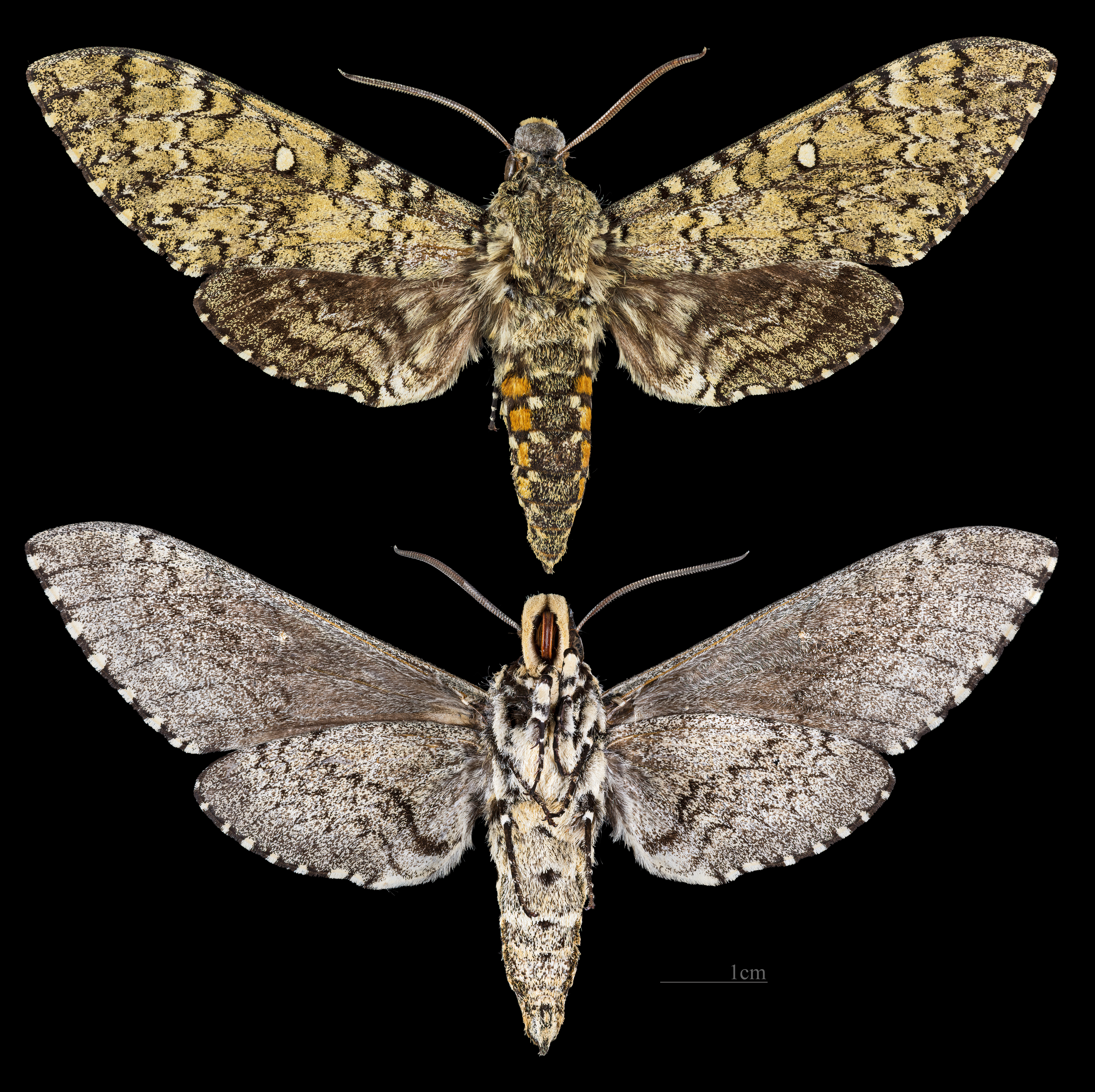
Manduca stuarti
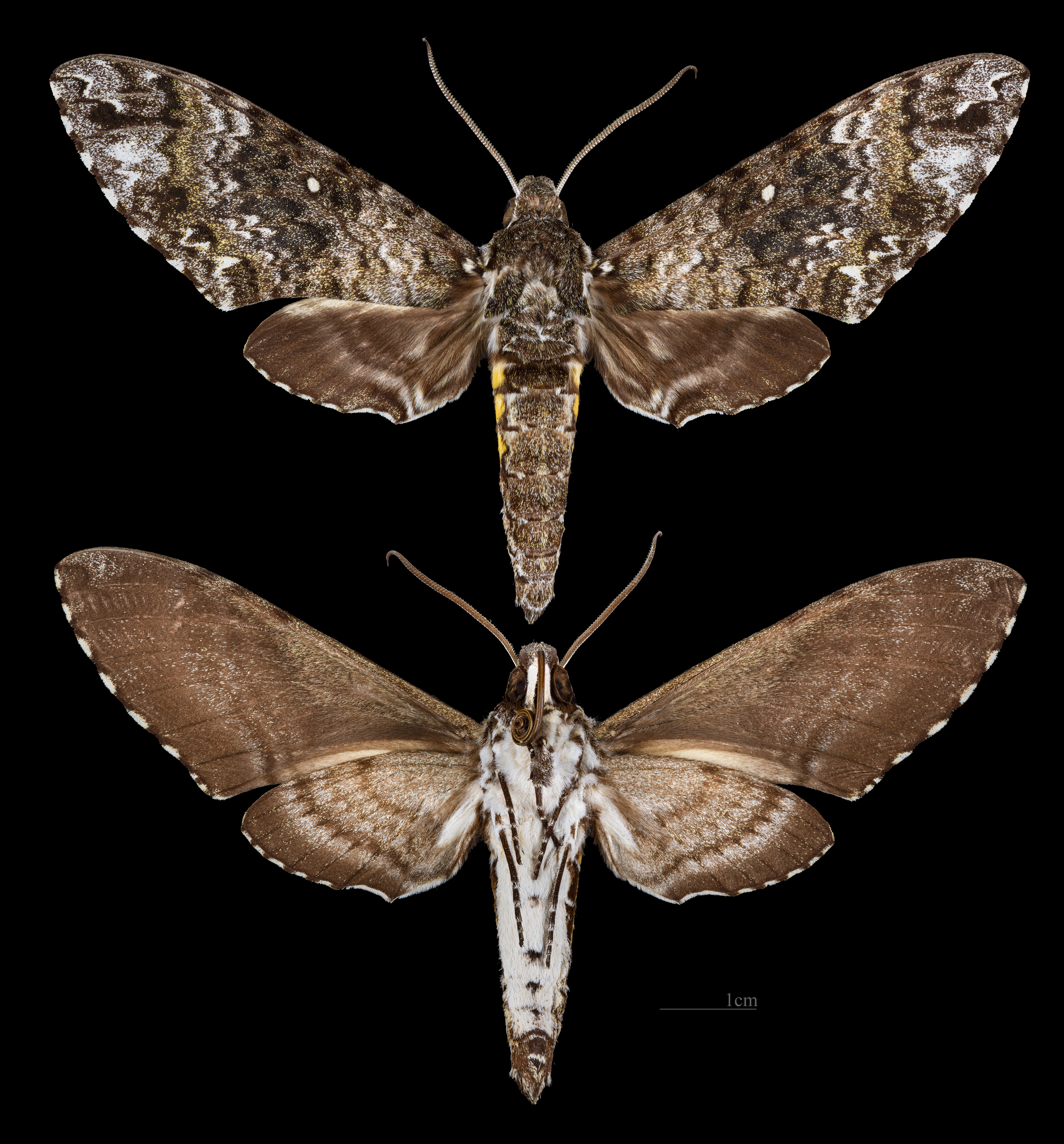
Manduca trimacula
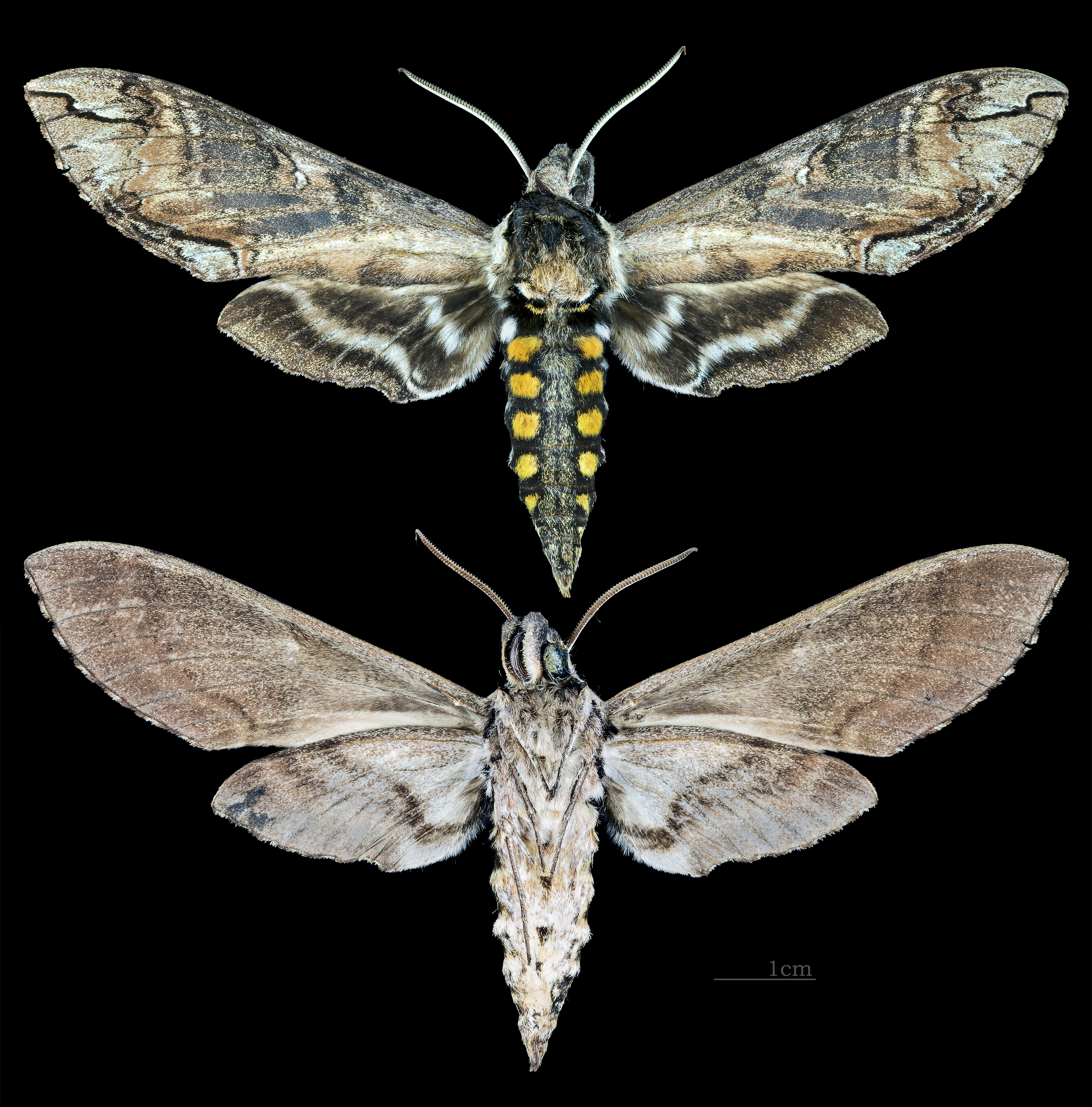
Manduca tucumana
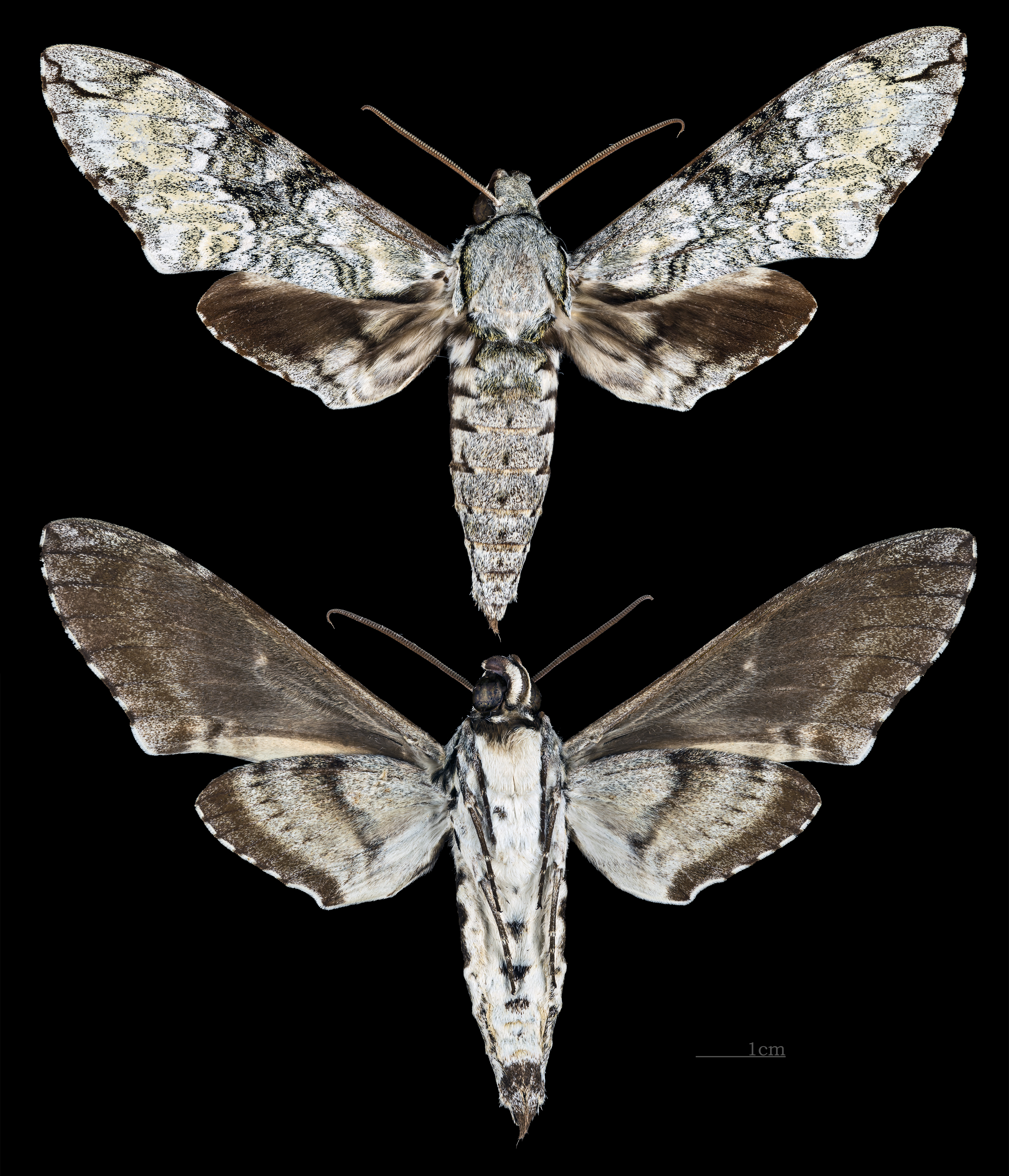
Manduca vestalis
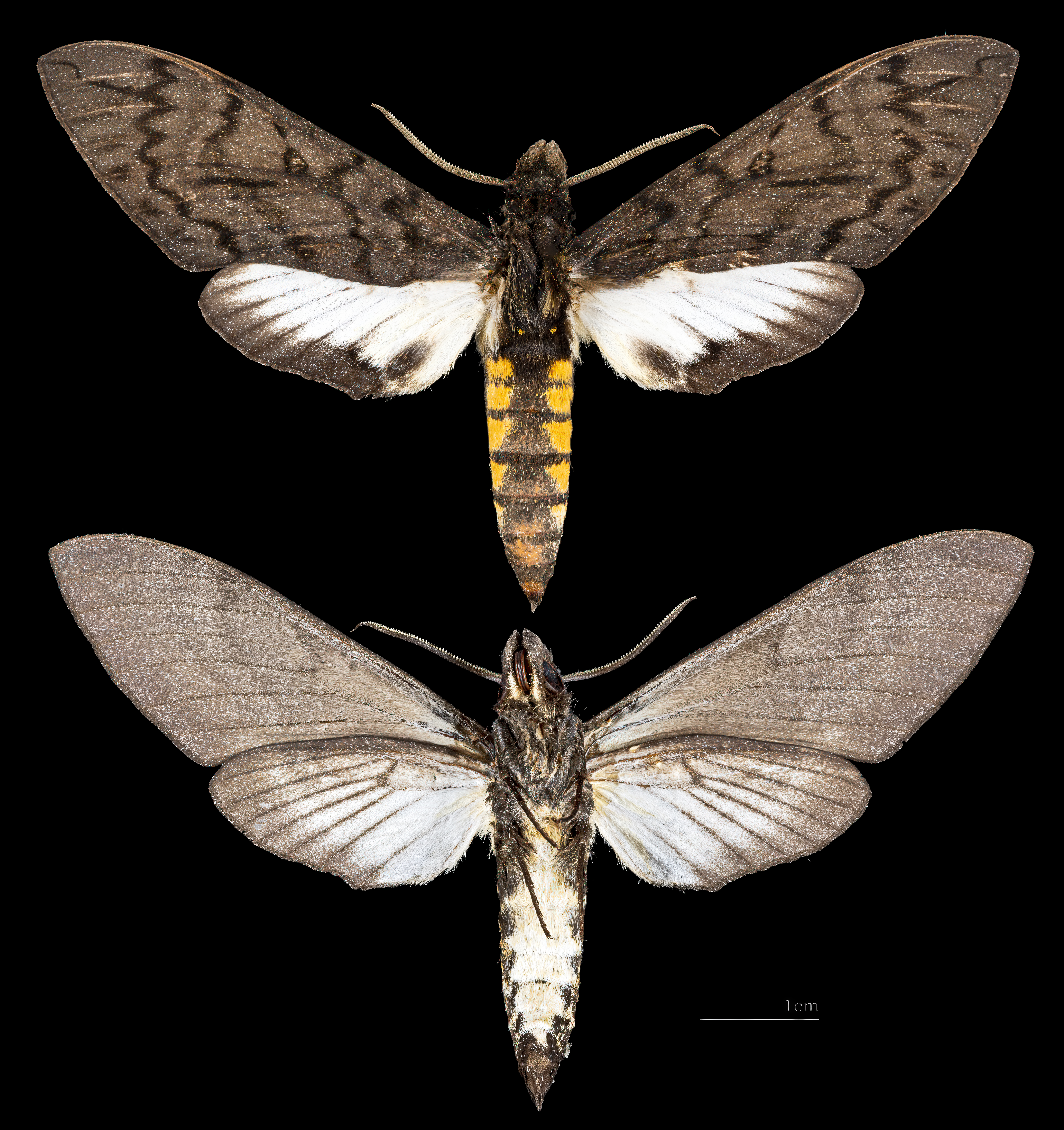
مندوكة بنفسجية بيضاء
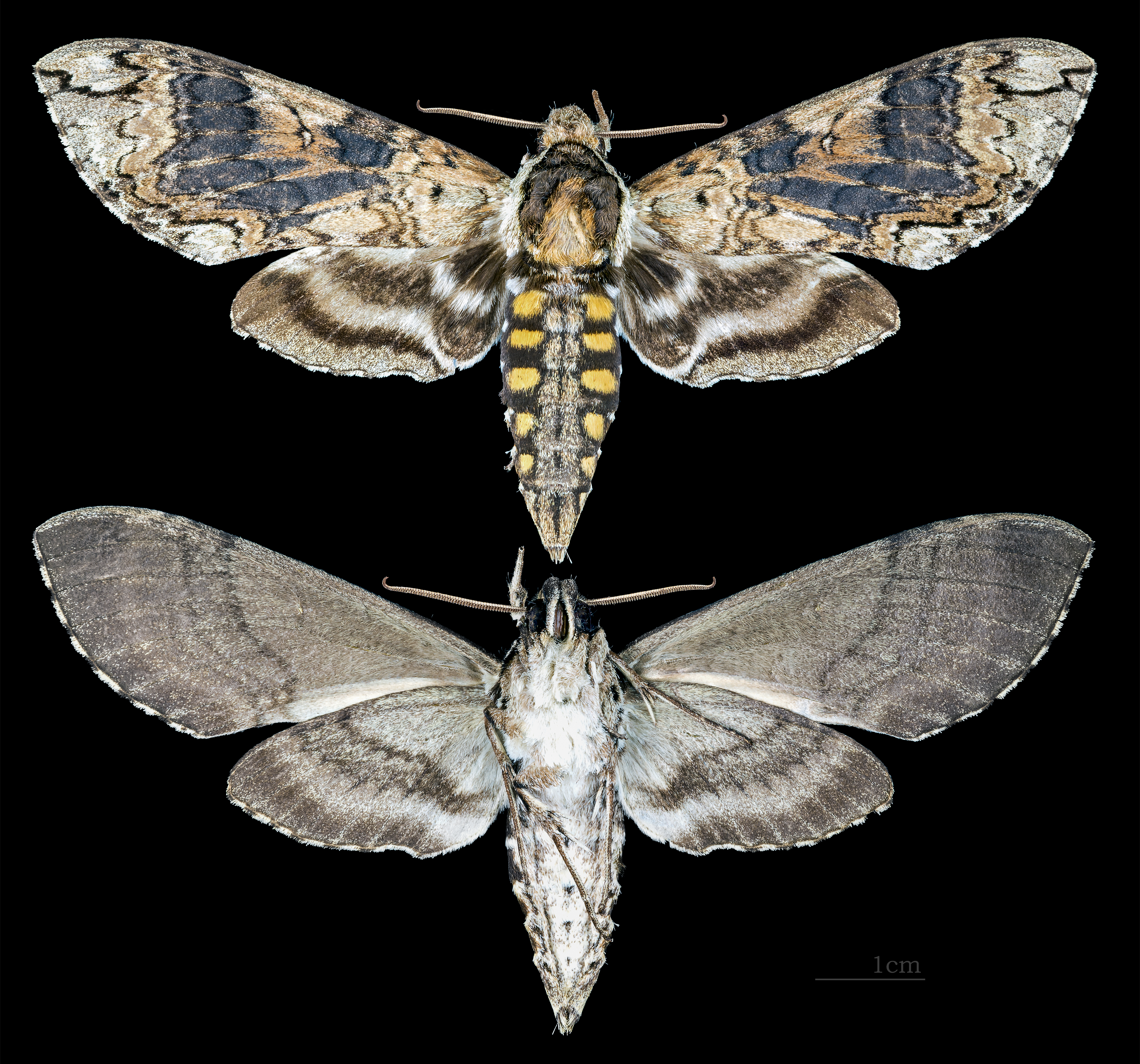
Manduca wellingi

## أنواع المندوكة
- مندوكة بلاكبرنية
- مندوكة بنفسجية بيضاء
- مندوكة صاعقة
- مندوكة ريفية
- مندوكة مخربة
- مندوكة رقيقة
- مندوكة صوفية
- مندوكة خماسية البقع
- مندوكة سداسية
- مندوكة أنديزية
- مندوكة برازيلية
- مندوكة بوليفية
- مندوكة درعية
- مندوكة طحلبية
- مندوكة كبيرة
- مندوكة مصغرة
- مندوكة متموجة
- مندوكة محززة
- مندوكة منقبضة